# Ekecs
Ekecs (szlovákul Okoč) község Szlovákiában, a Nagyszombati kerületben, a Dunaszerdahelyi járásban. Közigazgatási területe 63,43 km². A mai község 1976-ban jött létre Ekecs és Apácaszakállas egyesítésével.

## Élővilága

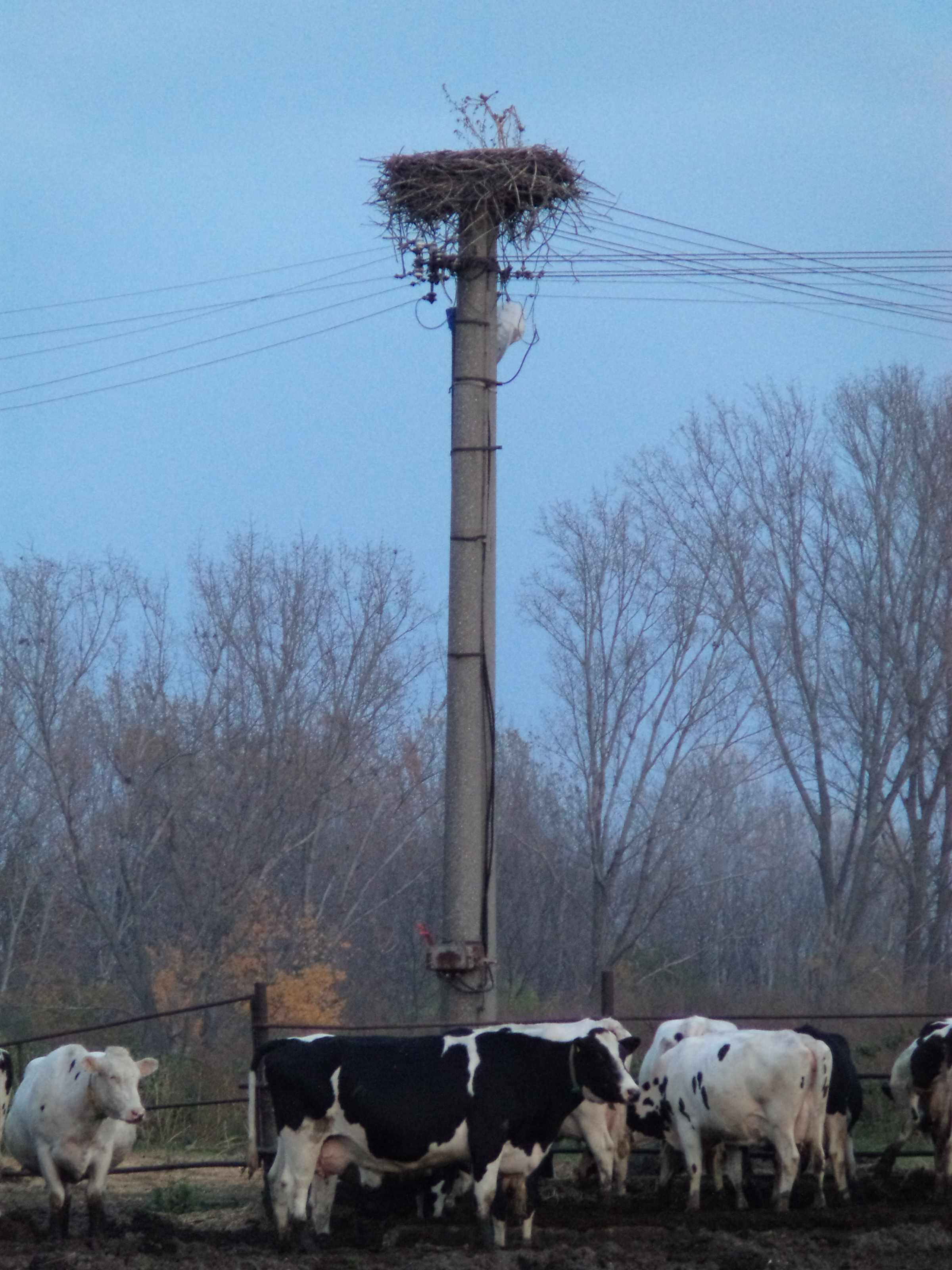

A faluban a volt TSz területén volt gólyafészek.

## Fekvése
Ekecs Nagymegyertől 5 km-re északkeletre, Gútától 20 km-re délnyugatra fekszik a Csallóköz közepén. Határában kavicsgödrökben kialakult tavak találhatóak.
Ekecs keletről Gútával, Lakszakállassal és Szilassal, délről Nagymegyerrel, nyugatról Alistállal és Nyárasddal, északról Alsóhatárral határos. Keleti határa egyben (1996 óta) a Nagyszombati és a Nyitrai kerület határa, nyugati határában pedig a Határ-kanális egykor Komárom és Pozsony vármegye határa volt. Északon a Kis-Dunáig terjed közigazgatási területe.
Ekecsen áthalad a Nagymegyert (5 km) Nyárasddal (10 km) összekötő 561-es út. Mellékutak kötik össze Alistállal (9 km), Szilassal (4 km), valamint Bogyaréten (9 km) keresztül Gútával (21 km). Vasúti megállóhely a Komárom-Pozsony vonalon.
Ekecs a Dunaszerdahelyi járás legnagyobb területű községe, és a legnagyobb területű olyan község, mely teljes egészében a Csallóköz területén fekszik.
Ekecs két kataszteri területből (Ekecs, Apácaszakállas) és három településrészből (Ekecs, Béle, Apácaszakállas) áll. Ekecs katasztere 37,42 km², Apácaszakállasé pedig 26,01 km².
Gólyás (Nový Goľáš), Túzokpuszta (Dropie), Aszódpuszta (Asód), Béle (Jánošíkovo na Ostrove), Viharos (Viharoš) és Nagyszegmajor (Veľký Sek) tartozik hozzá.

## Története

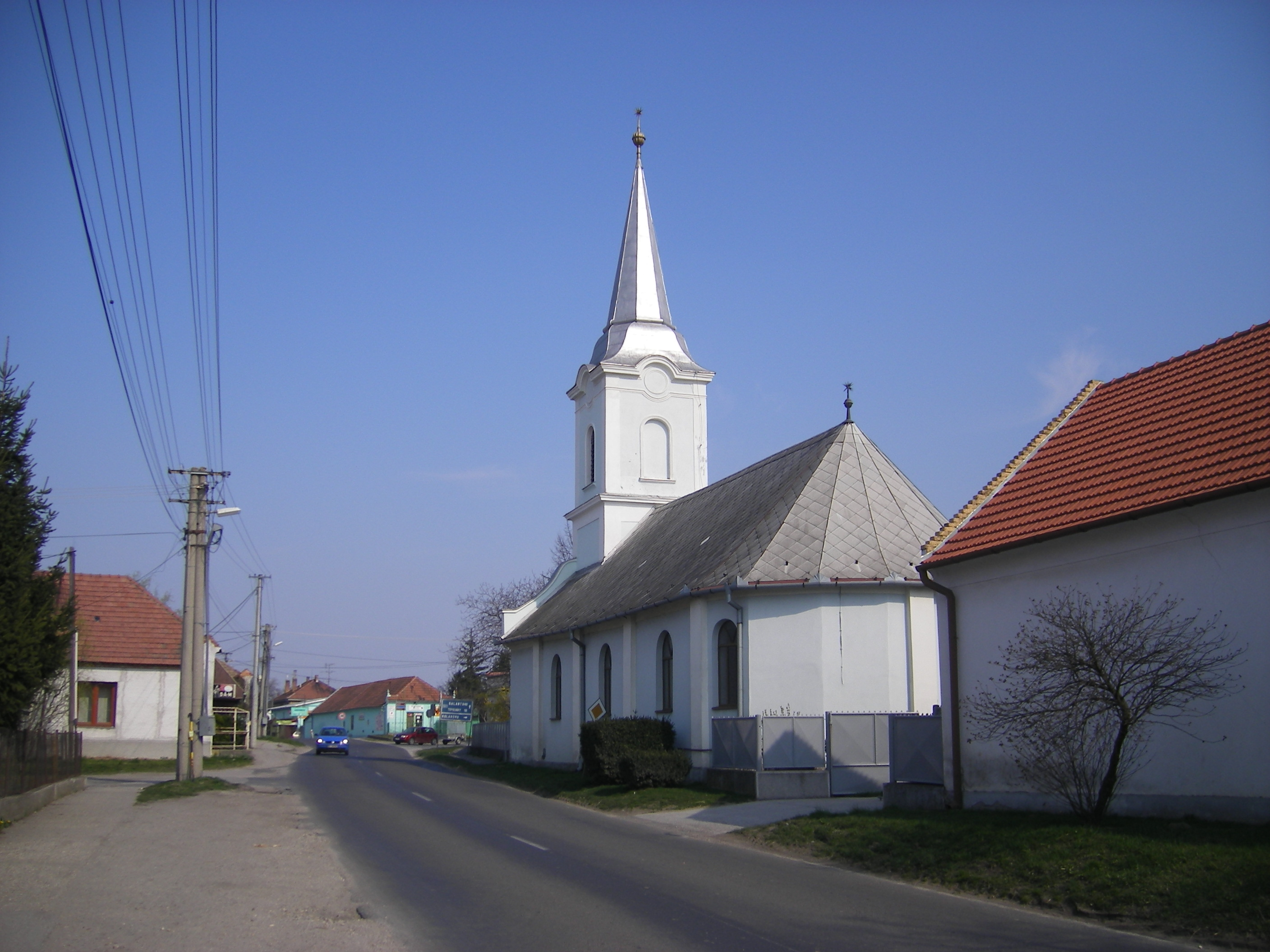
Az ekecsi református templom

1268-ban Ekech néven említik először, a komáromi vár tartozéka volt. Ugyanebben az évben Bolár nevű faluról is említés történik, később azonban már nem. Lakói ősidőktől fogva különböző kiváltságokat élveztek és mint a komáromi vár népei, semmilyen egyéb szolgálattal nem tartoztak. Főként halászatból éltek. 1349-ben Eketh néven említi oklevél, melyben az esztergomi érsekség itteni birtokáról történik említés. 1460-ban a Nyulak-szigeti apáckolostornak is volt itt birtoka, mely később birtokvita tárgyát is képezte a birtok későbbi tulajdonosai: a nagyszombati apácák és a község között. 1550-ben I. Ferdinánd király megerősítette kiváltságaiban a községet. Ezután a Zichy család birtoka, akik a korábban nemességet kapott község lakóitól úrbér fizetését követelték, melyet sokan megtagadtak. 1822 augusztusában majdnem az egész falu leégett, a hajléktalanná vált ekecsieket az apácaszakállasiak fogadták be. 1828-ban 124 házában 887 lakos élt. Lakói a század végéig nagyrészt a Dunán és a Kis-Dunán folytatott halászatból éltek.
Fényes Elek Komárom vármegye leírása című munkájában (1848) így ír Ekecsről: Ekecs , magyar f. fekszik a pozsoni országúiban, komaromhoz 3 3/4 mfdnyire; határos Béllé pozsonmegyei pusztával s Nyárasddal; határa lábbal a kis Dunára dűl. Határa 7034 5/8 hold, mellyből 65 1/8 hold belső telek; 2274 h. szántóföld; 1909 hold kaszáló, 1 4/8 h. erdő; 251 1/8 h. nádas és mocsáros térség; 2463 6/8 legelő; 70 1/8 haszonvehetlen. E területből a jobbágyság 106 4/8 telke után bir 2001 5/8 h. szántóföldet, 1526 h. kaszálót. Földe porhanyós fekete agyag, s mind szántófölde, mind rété elsőosztálybeli. — Búza, árpa, zab, tengeri, burgonya, és len leginkább vedelik. A jobbágyok a szarvasmarha- és ló tenyésztést meglehetős kiterjedésben űzik, de ügyetlenül. Az uraság pedig 1500 darab finom birkát tenyészt. Népessége 922 lélek, kik közt 520 r, kath., 402 református, 57 nemes családfő. Mind a katholikusok, mind a reformátusok saját templommal bírnak. Mesterember csak 8 van, u. m. 1 kovács, legényével; 3 takács, 2 szabó, 2 csizmadia. Földesura gr. Zichy István. Hajdan a komáromi vár urodalmához tartozott.
1848-ban a császáriak és a honvédek közötti ütközet zajlott itt le. 1891-ben Ekecsnek vasútállomása, postahivatala és postatakarékpénztára is volt. 1904-ben tűzvész pusztított. 1907-ben a Borovszky-féle vármegyemonográfia a csicsói uradalomhoz tartozónak említi. A trianoni békeszerződésig Komárom vármegye Csallóközi járásához tartozott (Béle kivételével, mely Pozsony vármegye része volt), majd Csehszlovákia része lett.
1938 és 1945 között ismét Magyarországhoz tartozott. Főként katolikus vallású lakói átvészelték a háború utáni kitelepítéseket, az etnikai szerkezet nem változott meg számottevően. Mai formájában 1976-ban jött létre, amikor Apácaszakállast és Ekecset egyesítették. Ennek előzménye a két falu szövetkezetének egyesítése volt 1973-ban.

## Népessége
| Év:            | 1994. | 2004.   | 2014.   | 2024.   |
| -------------- | ----- | ------- | ------- | ------- |
| Emberek száma: | 3587  | 3752    | 3631    | 3661    |
| Eltérés:       |       | +4,59 % | -3,22 % | +0,82 % |

| Év:            | 2023. | 2024.   |
| -------------- | ----- | ------- |
| Emberek száma: | 3672  | 3661    |
| Eltérés:       |       | -0,29 % |

1880-ban 1410 lakosából 1339 magyar és 4 szlovák anyanyelvű volt.
Apácaszakállas 996 lakosából 942 magyar és 1 szlovák anyanyelvű volt.
1890-ben 1429 lakosából 1420 magyar és 1 szlovák anyanyelvű volt.
Apácaszakállas 992 lakosából 978 magyar és 4 szlovák anyanyelvű volt.
1900-ban 1485 lakosából 1483 magyar és 2 szlovák anyanyelvű volt.
Apácaszakállas 974 lakosából 965 magyar anyanyelvű volt.
1910-ben 1544 lakosából 1535 magyar és 2 szlovák anyanyelvű volt.
Apácaszakállas 975 lakosából 970 magyar és 2 szlovák anyanyelvű volt.
1921-ben 1797 lakosából 1765 magyar és 21 csehszlovák volt.
Apácaszakállas 1206 lakosából 1158 magyar és 20 csehszlovák volt.
1930-ban 2056 lakosából 1946 magyar és 104 csehszlovák volt.
Apácaszakállas 1217 lakosából 1156 magyar és 28 csehszlovák volt.
1941-ben 2034 lakosából 2020 magyar és 3 szlovák volt.
Apácaszakállas 1205 lakosából 1198 magyar és 2 szlovák volt.
1970-ben 2669 lakosából 2508 magyar és 156 szlovák volt.
Apácaszakállas 1326 lakosából 1247 magyar és 76 szlovák volt.
1980-ban 3757 lakosából 3619 magyar és 127 szlovák volt.
1991-ben 3597 lakosából 3452 magyar és 127 szlovák volt. 
2001-ben 3804 lakosából 2306-an Ekecsen, 1117-en Apácaszakállason, s további kb. 370-en az ide tartozó pusztákon, majorságokban éltek. Ebből 3520 magyar és 231 szlovák nemzetiségű volt.
2011-ben 3677 lakosából 3366 magyar és 276 szlovák volt.
2021-ben 3704 lakosából 3170 (+74) magyar, 378 (+34) szlovák, 10 (+9) cigány, 11 (+3) egyéb és 135 ismeretlen nemzetiségű volt.

## Gazdaság
A rendszerváltás előtt fontos szövetkezeti község volt, az akkor 6300 hektáron gazdálkodó szövetkezet 2007-ben mintegy 3000 hektáron gazdálkodott. Az állattenyésztés főként Gólyáson van jelen.

## Oktatás, kultúra

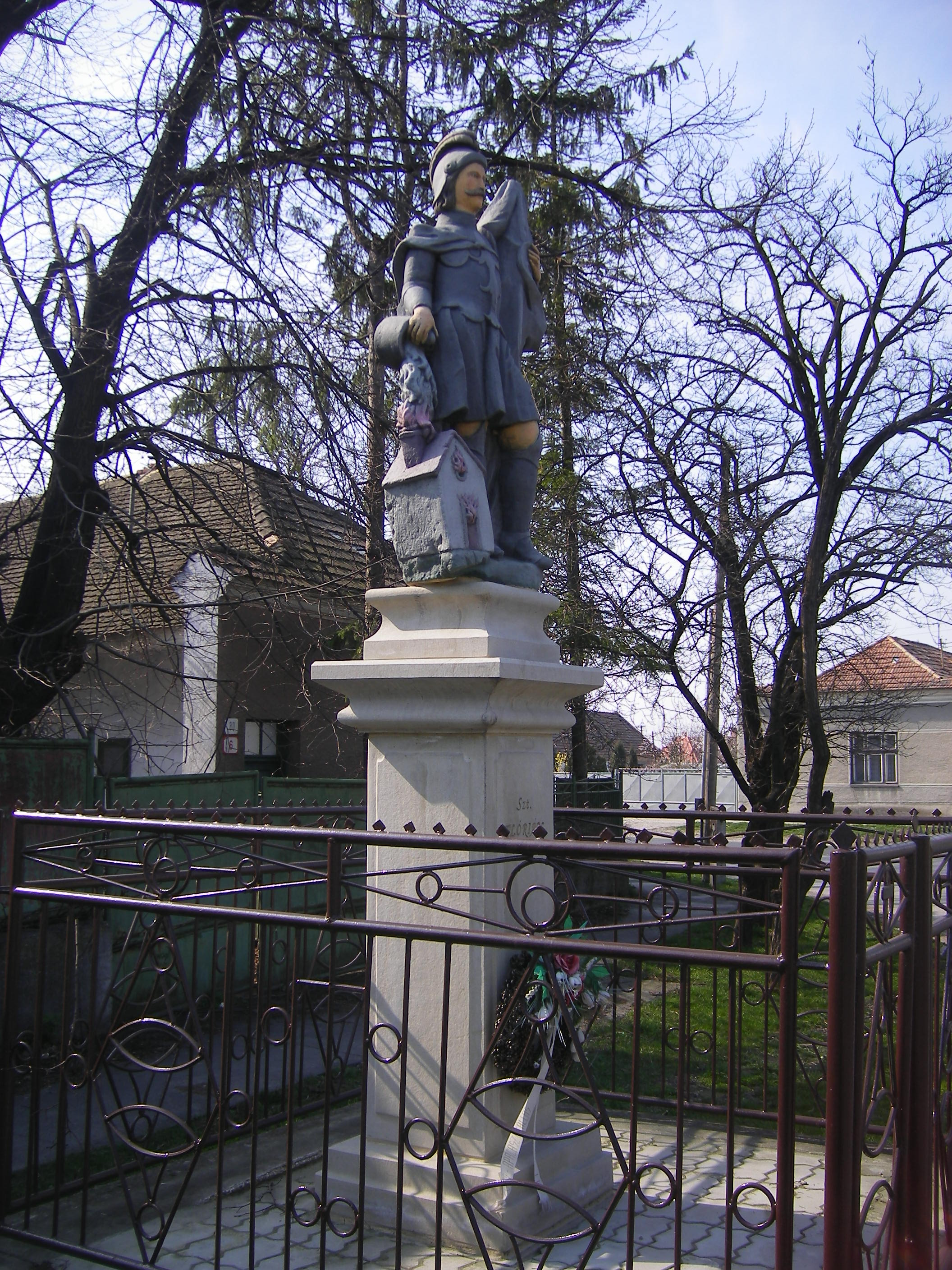
Szent Flórián szobra

Az 1960-ban létesített Arany János Alapiskolát (magyar nyelvű) 2007-ben 120 gyermek látogatta, itt működik a községi könyvtár is. Itt működik az ország egyetlen magyar nyelvű mentálisan sérülteknek fenntartott szakmunkásképzője (alapiskolával). A falunak két zenekara, moderntánc- és gyermektáncegyüttese (Pimpimpálé) van.
Az egyesült községben két művelődési ház (az apácaszakállasi 1938-ban, az ekecsi az 1950-es években épült) található.

## Neves személyek
- Itt született 1930. október 29-én Fónod Zoltán irodalomtörténész, kritikus, publicista, szerkesztő.[8]
- Apácaszakállas született 1967-ben Berényi József szlovákiai magyar politikus, 2010-2016 között a Magyar Koalíció Pártja elnöke.
- Itt hunyt el 1826-ban Csóka József református lelkész.
- Itt hunyt el 1886-ban Farkas Benő református lelkész.
- Itt szolgált Orosch János nagyszombati érsek.

## Nevezetességei
- Szent Vendel tiszteletére szentelt római katolikus temploma 1790-ben épült barokk-klasszicista stílusban. Főoltára, melyet Szent Vendelt ábrázoló festmény díszít, szintén a 18. század végén készült. Az eredetileg egyhajós épületet a 20. század elején két oldalán hozzáépítésekkel nagyobbították meg. Az 1950-es években a korábban zsindelyes tetőt bádoglapokkal helyettesítették. 2005 nyarán teljes belső rekonstrukciót végeztek a templomban.
- Református temploma 1822-ben épült, valószínűleg egy 1788-ban épített korábbi (nádfedeles vályogépület) imaház helyén. 1901-ben megújították (ekkor épült a tornya is), de 1904-ben egy nagy tűzeset következtében súlyosan megrongálódott. 1954-ben építették újjá a templomhajót.
- A faluban több szakrális kisemlék található:
  - Szent Vendel-kápolna – 18-19. századi;
  - Szent Flórián szobra – a Laki és a Fő utca sarkán áll, az 1822-es tűzvész után emelték. 1880-ban Ferenczy István templomgondnok, 2006-ban pedig a községi önkormányzat újította fel;
  - Szeplőtelen Szűz Mária szobra – a katolikus templom udvarán áll, Klimó Tamás és neje, Köles Mária emeltette 1863-ban;
  - A Laki utca végénél álló keresztet Kiss Mihály és Bitter Katalin emeltették 1893-ban, a Kereszt és a Vasút utca sarkán álló keresztet Németh János Krisztus halálának 1900. évfordulójára.
- A falu első említésének 730. évfordulójára 1998-ban állított emlékoszlop alkotója Lipcsey György.
- Ekecsen és Apácaszakállason egyaránt található világháborús emlékmű.
- A régi ekecsi községháza 1928-ban épült, az 1980-as évekig a helyi nemzeti bizottság, majd a községi könyvtár és a nyugdíjasklub használta. Jelenleg (2008.) bankfiókként hasznosítják.

### Apácaszakállas

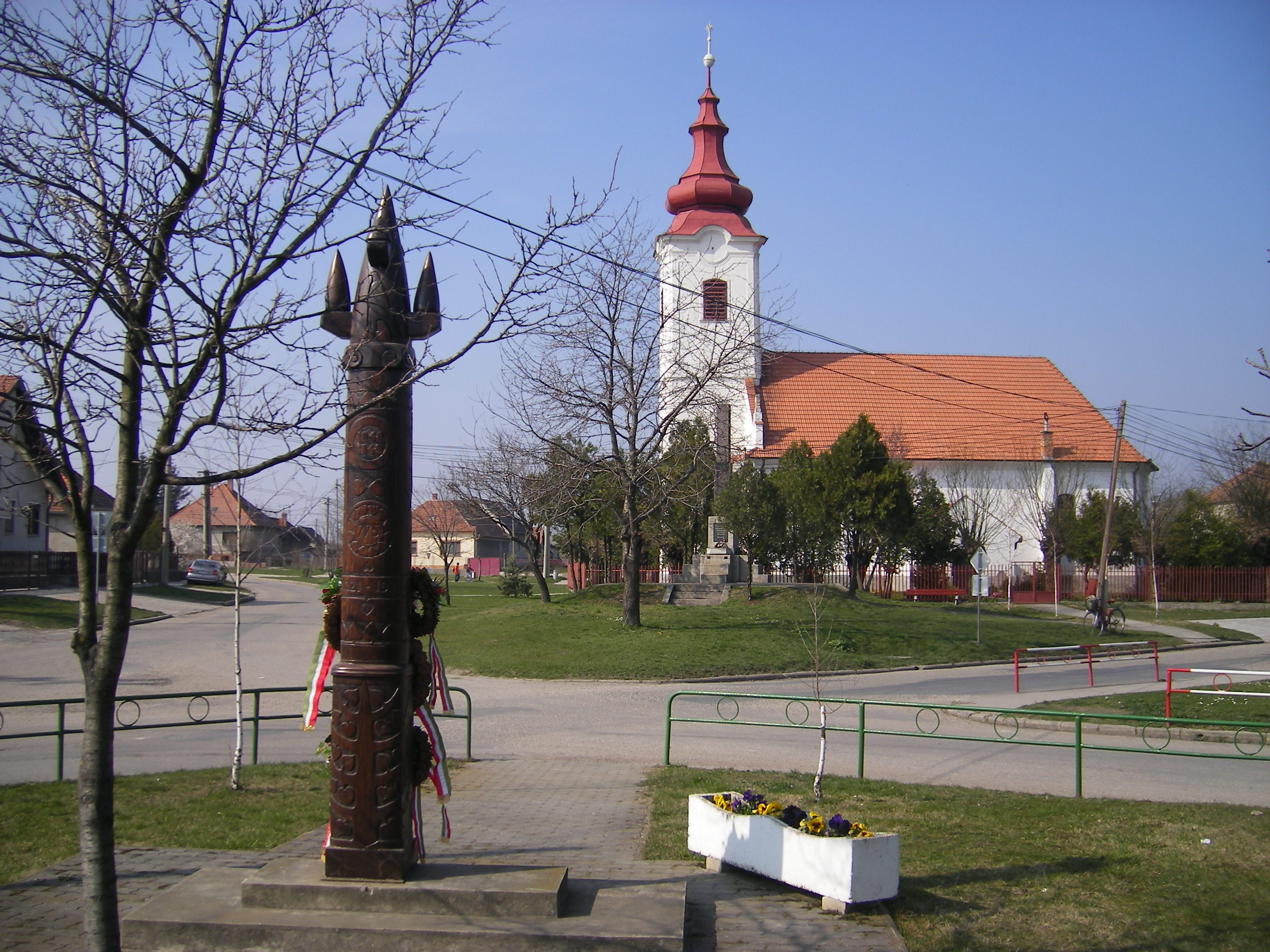
Az apácaszakállasi református templom és emlékmű

- Református templomát 1784. november 28-án szentelték fel, klasszicista stílusban épült, ötszintes tornyát 1804-ben építették hozzá. Kisebbik harangját 1887-ben öntötték, az első világháború során beolvasztott nagyobbik harang helyett 1923-ban Brünnben újat öntettek. Belsejét művészi faragású karzat és a helybeli asszonyok által 1818-ban készített szószék, valamint vörös márványból faragott úrasztal (1870.) díszíti. A templom mellett álló parókia 1957-58-ban épült a régi helyén.
- Késő klasszicista kastélya (jelenleg szociális otthon, sérült gyermekek intézete) a 19. század végén épült, értékes védett park tartozik hozzá. Az egykori úrilakot Loránd Leó, budapesti kereskedő építtette, akitől Behle Rozália vásárolta meg, az ő neve után hívják a helybeliek Rózsika-kastélynak.
- A templom előtti téren álló emlékoszlopot Lipcsey György készítette a község első említésének évfordulójára.
- Az apácaszakállasi Speciális Iskola épülete az 1900-as évek elején épült dohányszárítónak. Később lakóépületként szolgált – a tulajdonos neve alapján Čapka-féle kastélynak nevezték. Az 1960-as évekig a környék első nyolcéves magyar tannyelvű iskolájának adott otthont.

## Külterületek

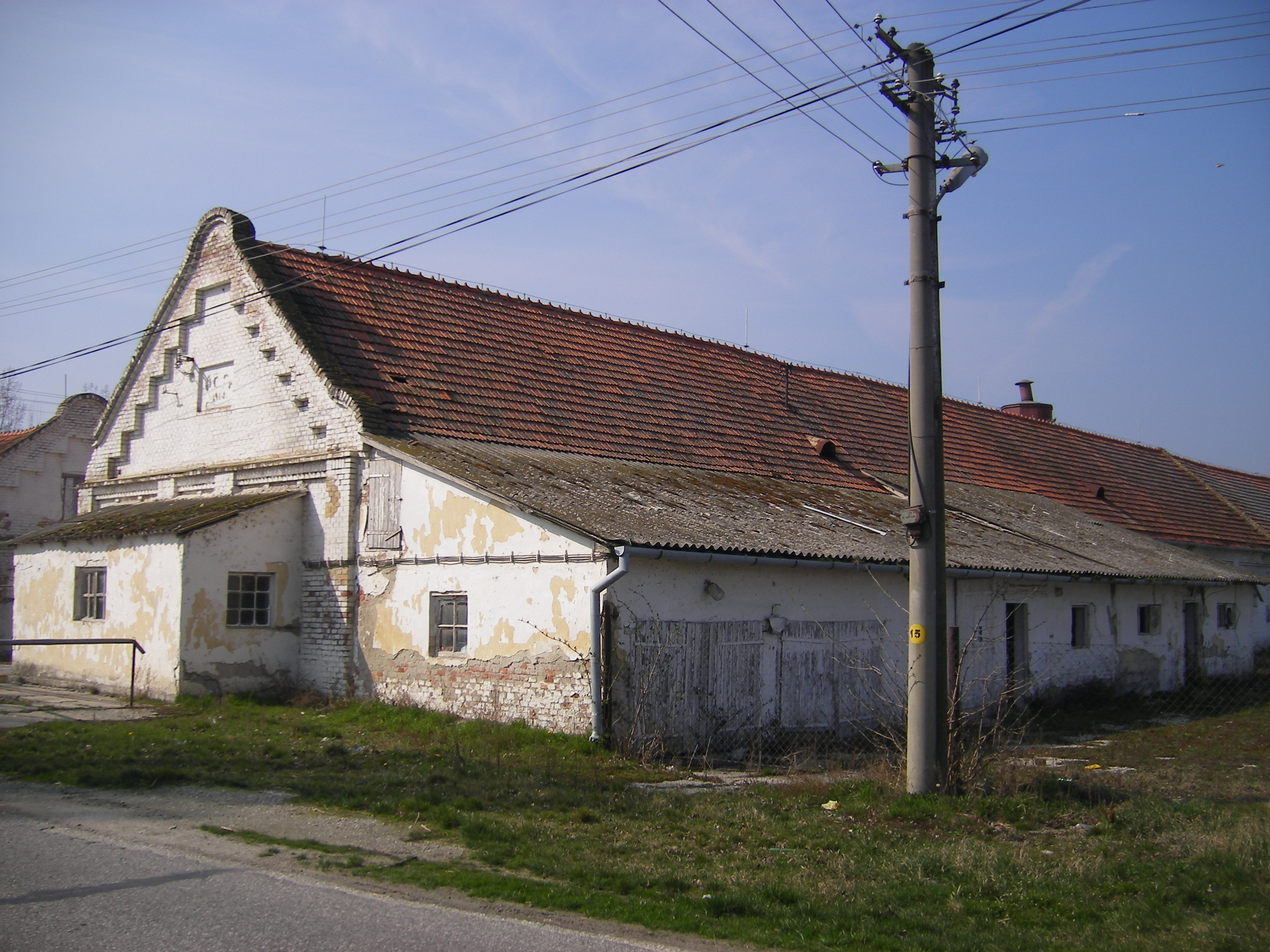
Gólyás – majorsági épület 1913-ból

### Aszód
Aszódpuszta (szlovákul Asód) a Kis-Duna déli partjának közelében, Ekecstől 10 km-re északkeletre fekszik. 1268-ban említik először Ozu néven, 1460-ban már vámos hely és Alsó-Azolcz néven szerepel, majd 1595-ben komáromi várbirtokként említik. Fényes Elek szerint: Aszód, puszta, határos Ekecs, Apácza-Szakálas és Gutta helységekkel; határa egész a kis Dunáig terjed. Áll 1097 4/8 holdból, melly közt 11 2/8 h. belső telek, 121 5/8 h. szántóföld, 808 6/8 h. kaszáló, 86 1/8 h. erdő, 44 1/8 h. mocsár, 26 h. haszonvehetlen. Földe porhanyós fekete agyag, s termékenységre nézve első osztálybeli; bőven terem búzát, árpát, zabot, burgonyát és repczét. A rétek e vidéken a legjobbminőségi szénát gazdagon termik. Van 18 magyar lakosa. Földesura gróf Zichy István, ki itt szép majorságot, és 1500 finom juhot tart. A kis Dunában jó halászat esik. Hajdan a komáromi vár urodalmához tartozott. Az 1920-as években 7 szlovák kolonista családot telepítettek le Aszódpusztán.

### Béle
Béle (más néven Nagybélle, szlovákul Jánošíkovo na Ostrove, korábban Malá Belá) Ekecstől 5 km-re nyugatra, az Alistálra vezető mellékút mentén fekszik, a Határ-kanálistól nyugatra. A puszta a második világháború előtt a Nyáry-grófok birtoka volt, majd 1945 után 35 terhelyi szlovák családot telepítettek ide, akik családonként 14 hektár földet kaptak. 1948-ban a nagymegyeri állami gazdaság része lett, ekkor a telepesek nagy része elköltözött. Béle központi majornak számított, 700 hektár föld tartozott hozzá, gabonát, kukoricát, cukorrépát és takarmányféléket termesztettek, szarvasmarhát és lovakat tartottak. A gazdaságot az 1990-es évek elején széthordták, a műemlékjellegű magtár és a gazdasági épületek sem maradtak fenn, csak a lakóépületek.

### Túzokpuszta
Túzokpuszta (vagy Túzok, szlovákul Dropie) a faluközponttól 5 km-re északnyugatra fekszik, a Nyárasdra vezető út közelében, a Határ-kanális bal partján. 2008-ban 10 család élt itt. Határában állt egykor Búcsúháza település (ma dűlő, a szlovák térképeken Rozlúčka néven szerepel). 1927-ben kilenc szlovák telepes család érkezett ide, akik Kálnoky Sándor birtokából jutottak 328 ha nagyságú területhez.

## Képtár

### Ekecs

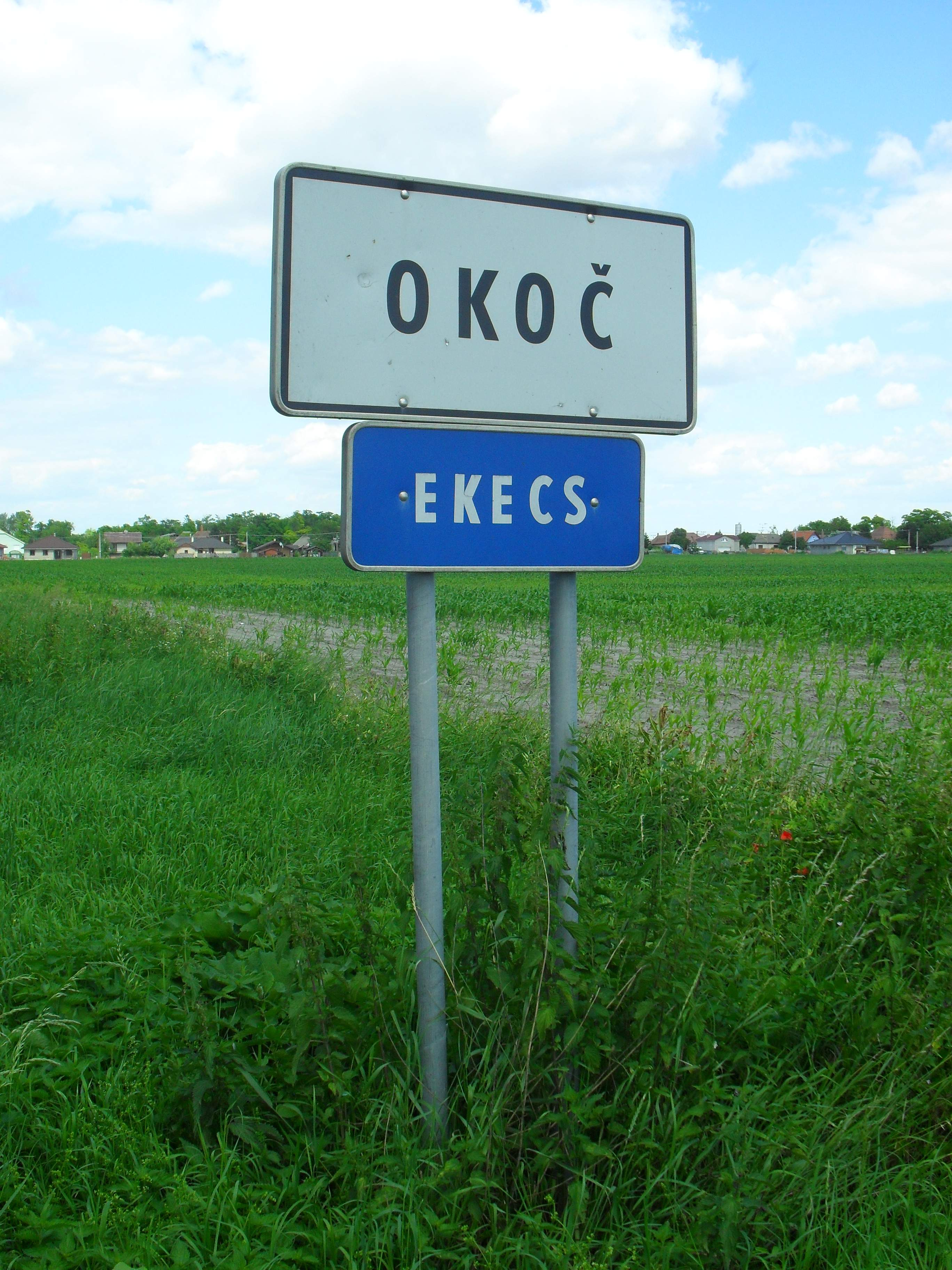
Kétnyelvű helységnévtábla
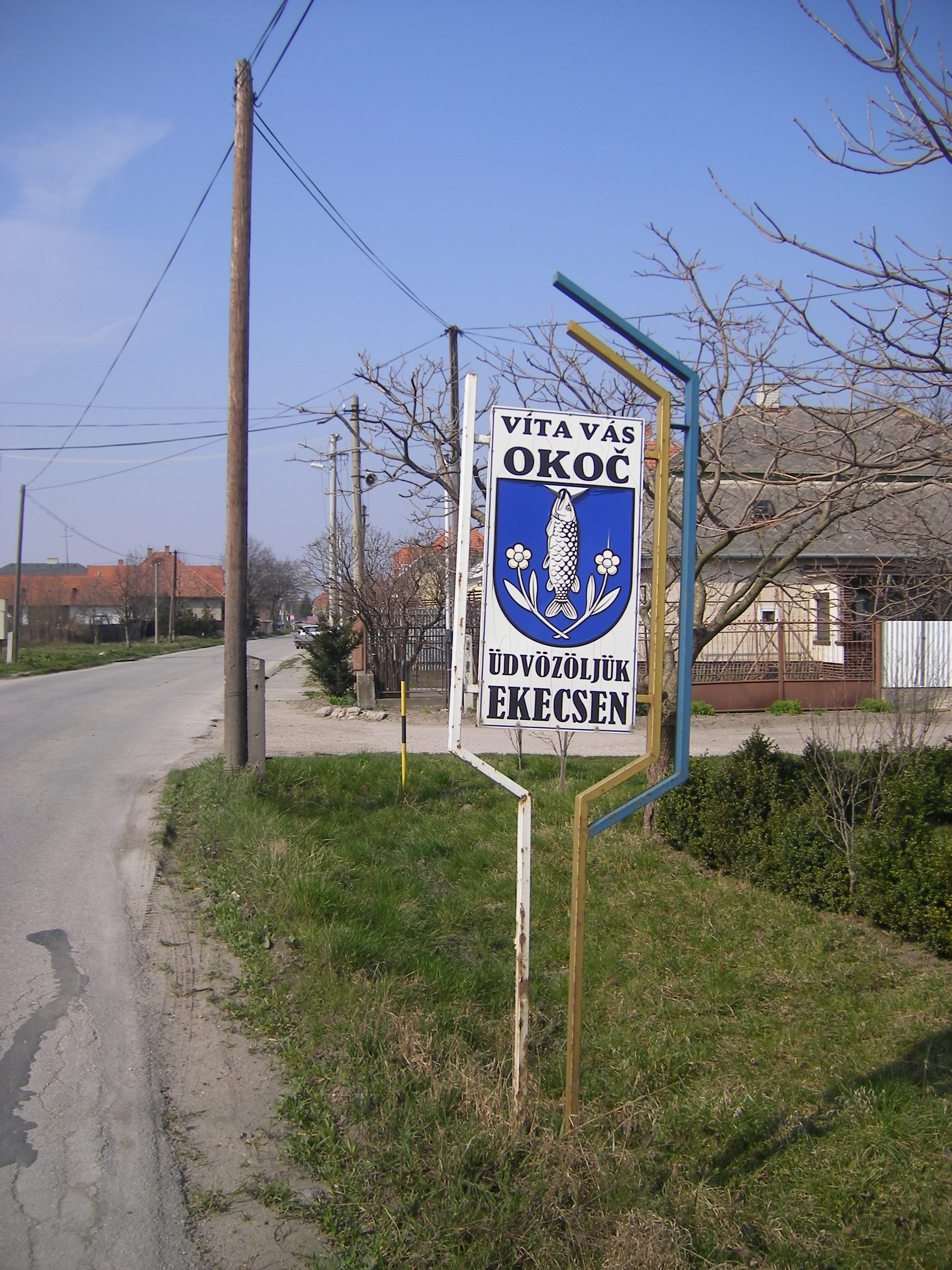
Címeres falutábla
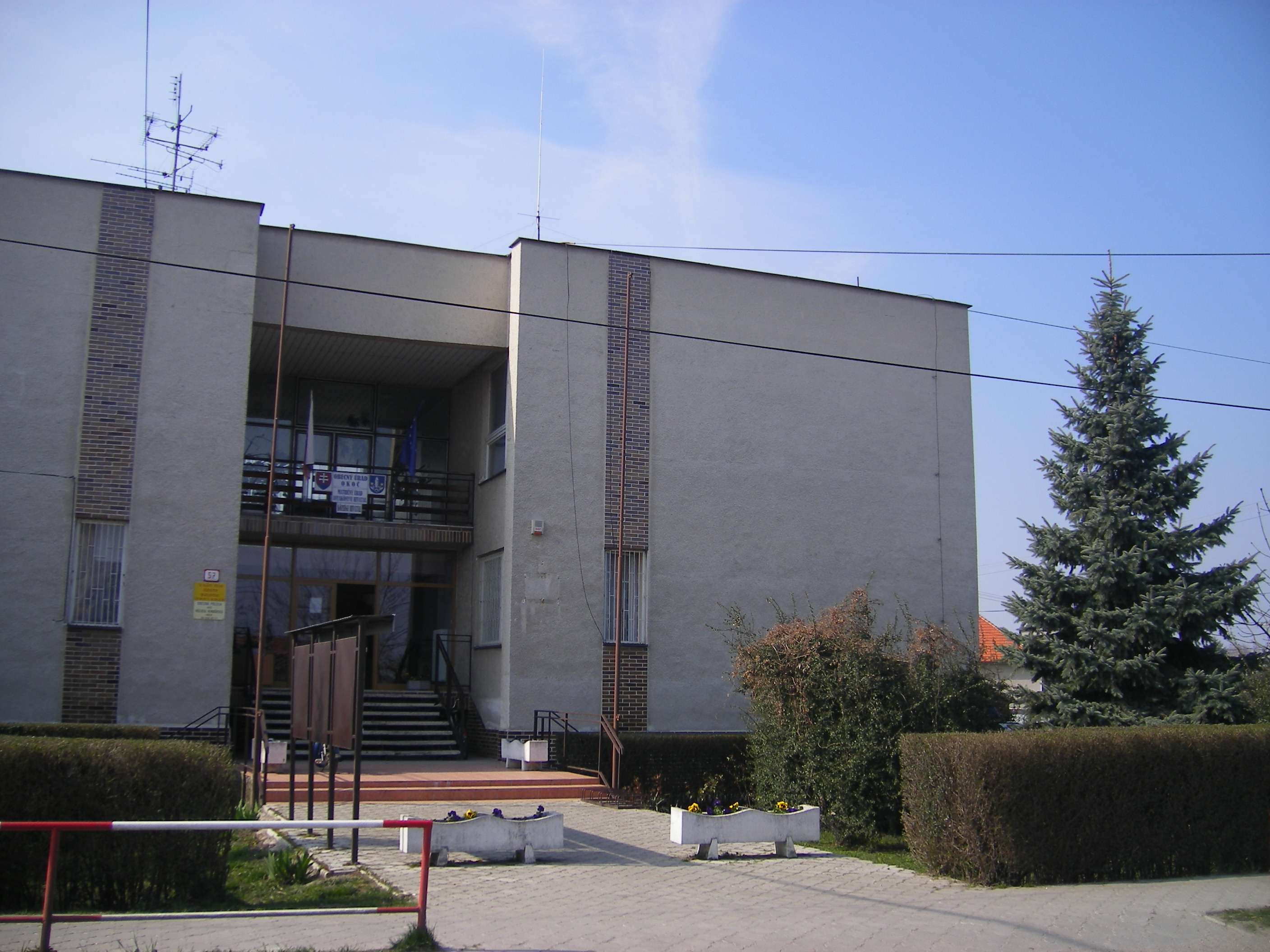
Az 1980-as években épült községháza
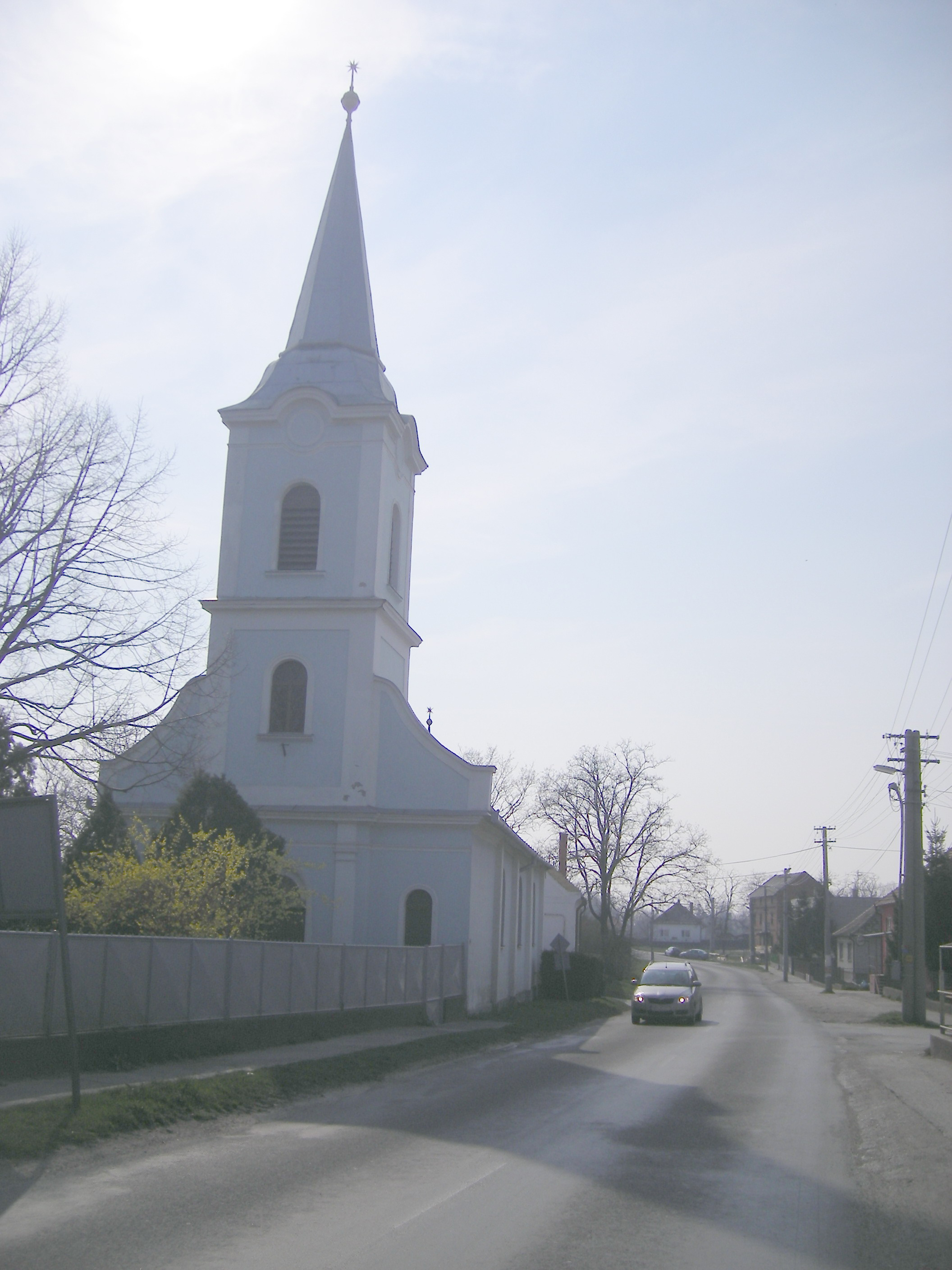
Református templom
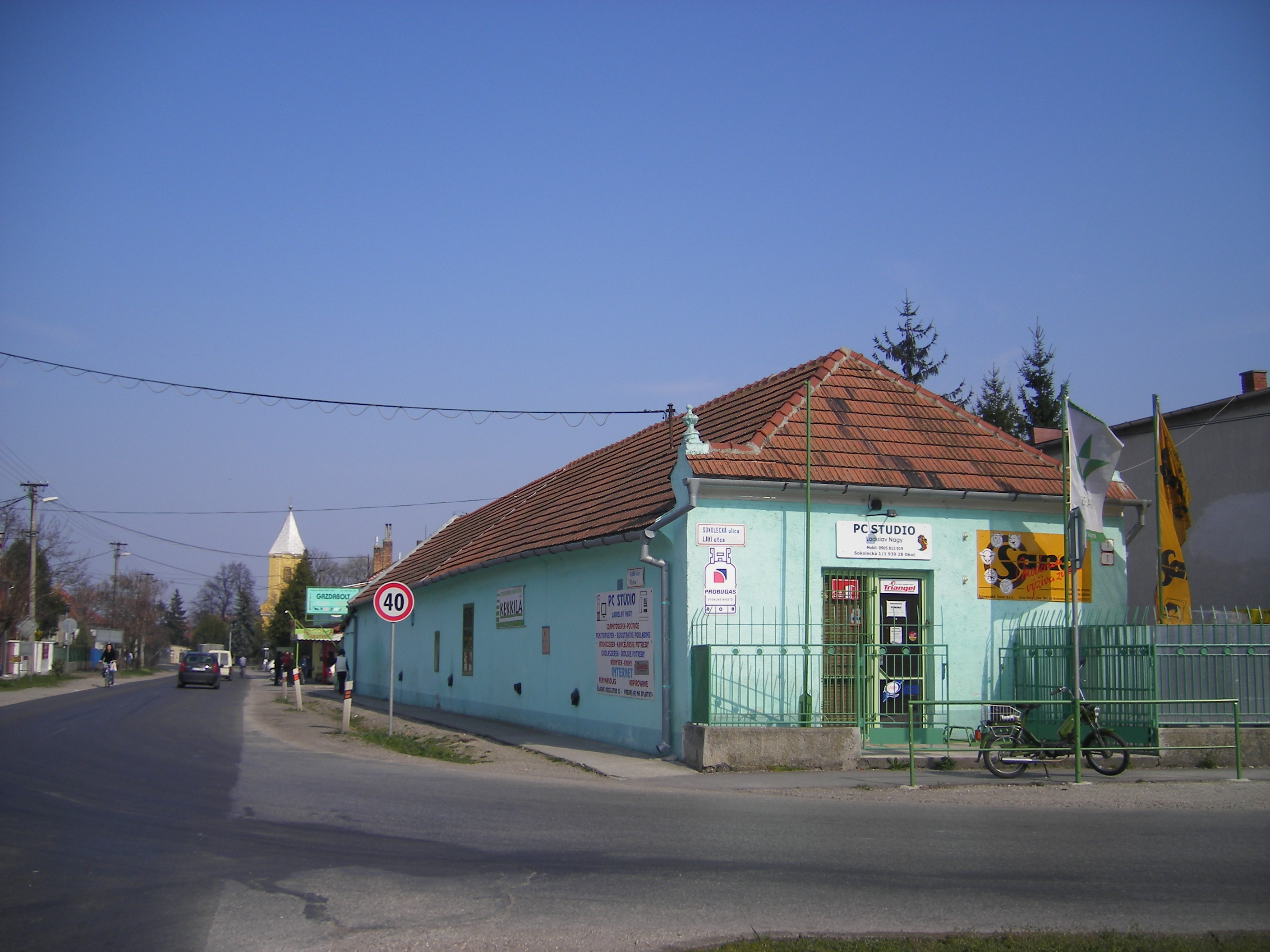
A Laki utca és a Főutca sarkán
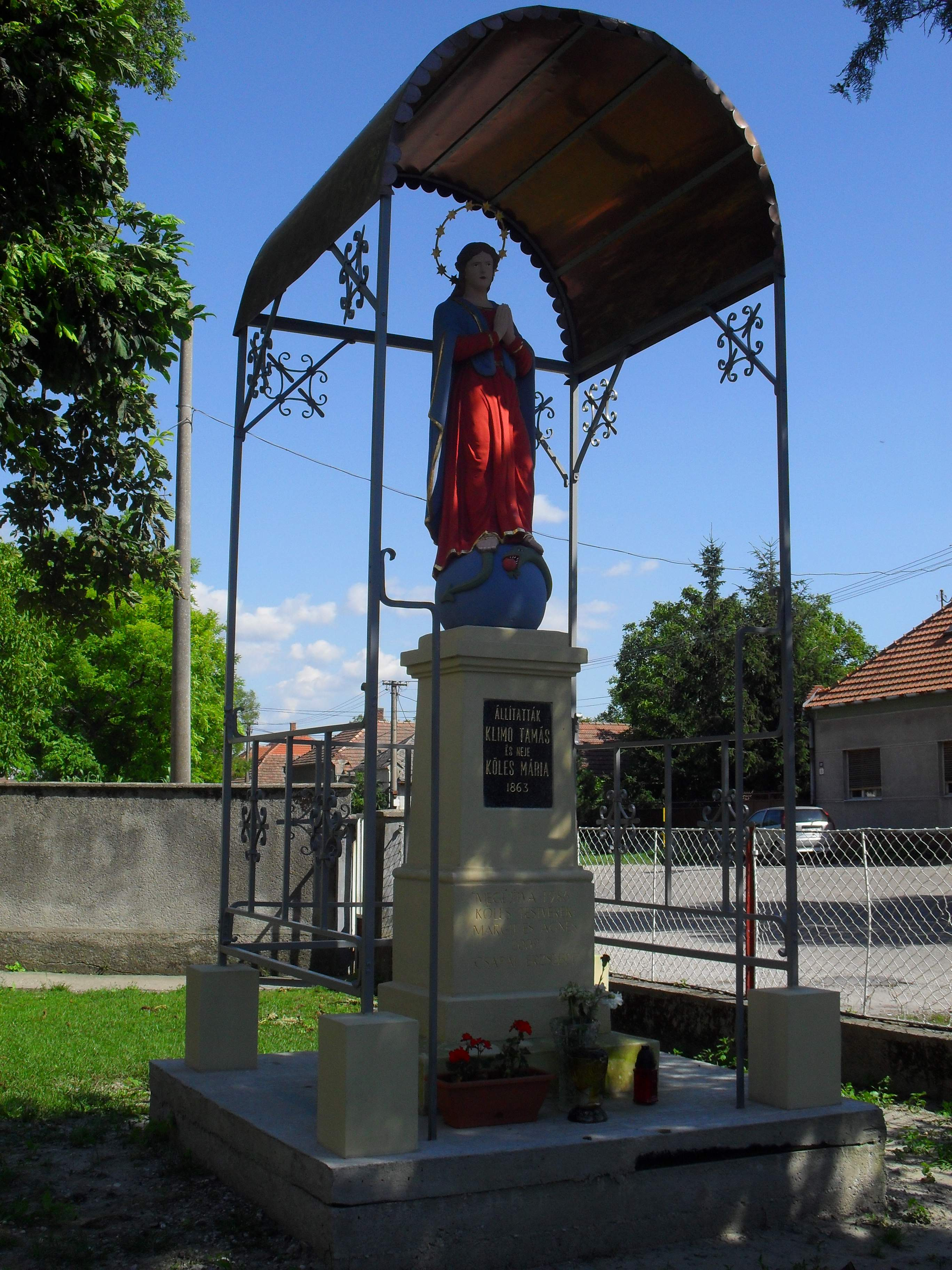
A Szűz Mária-szobor
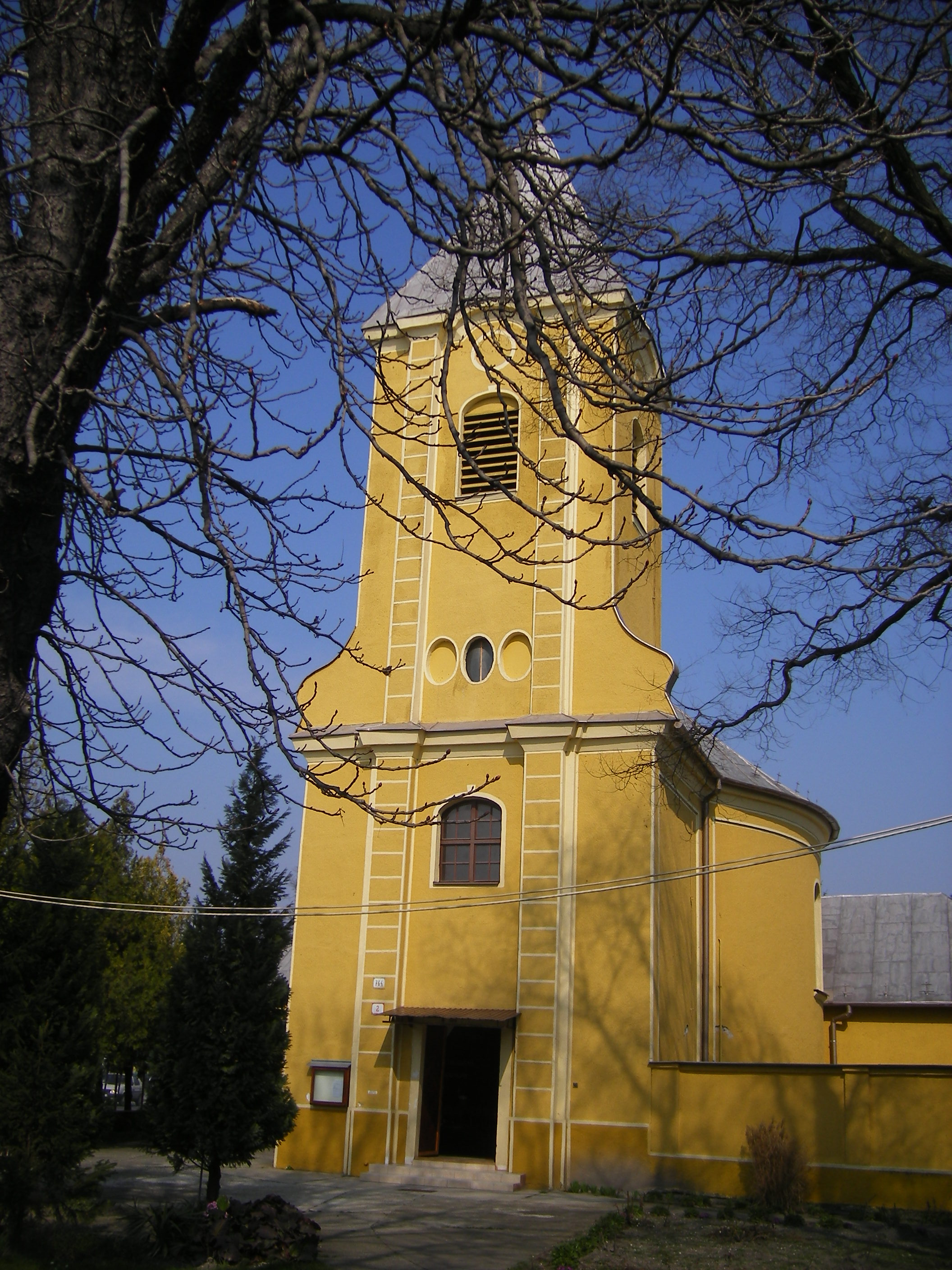
Katolikus templom
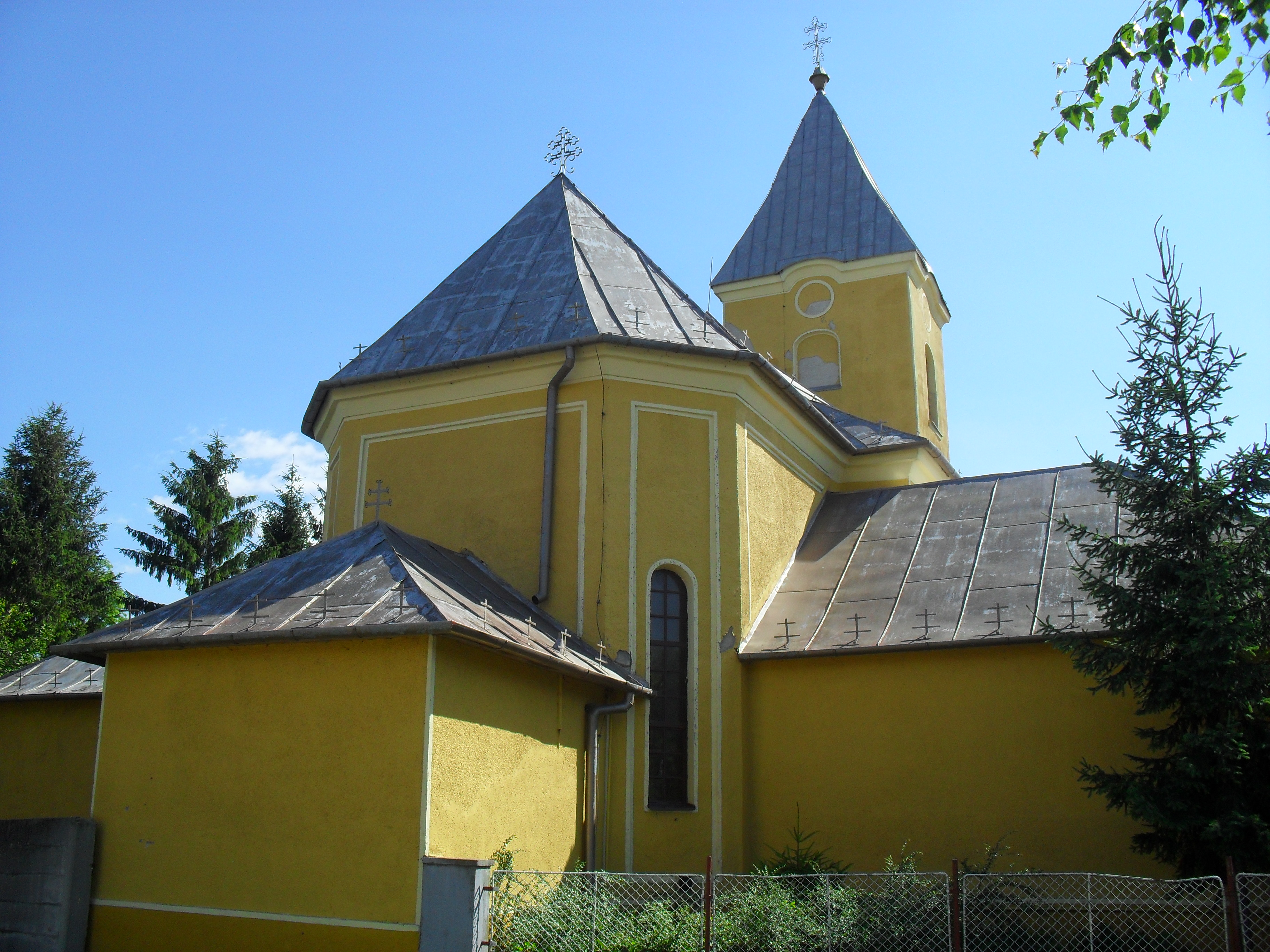
Katolikus templom
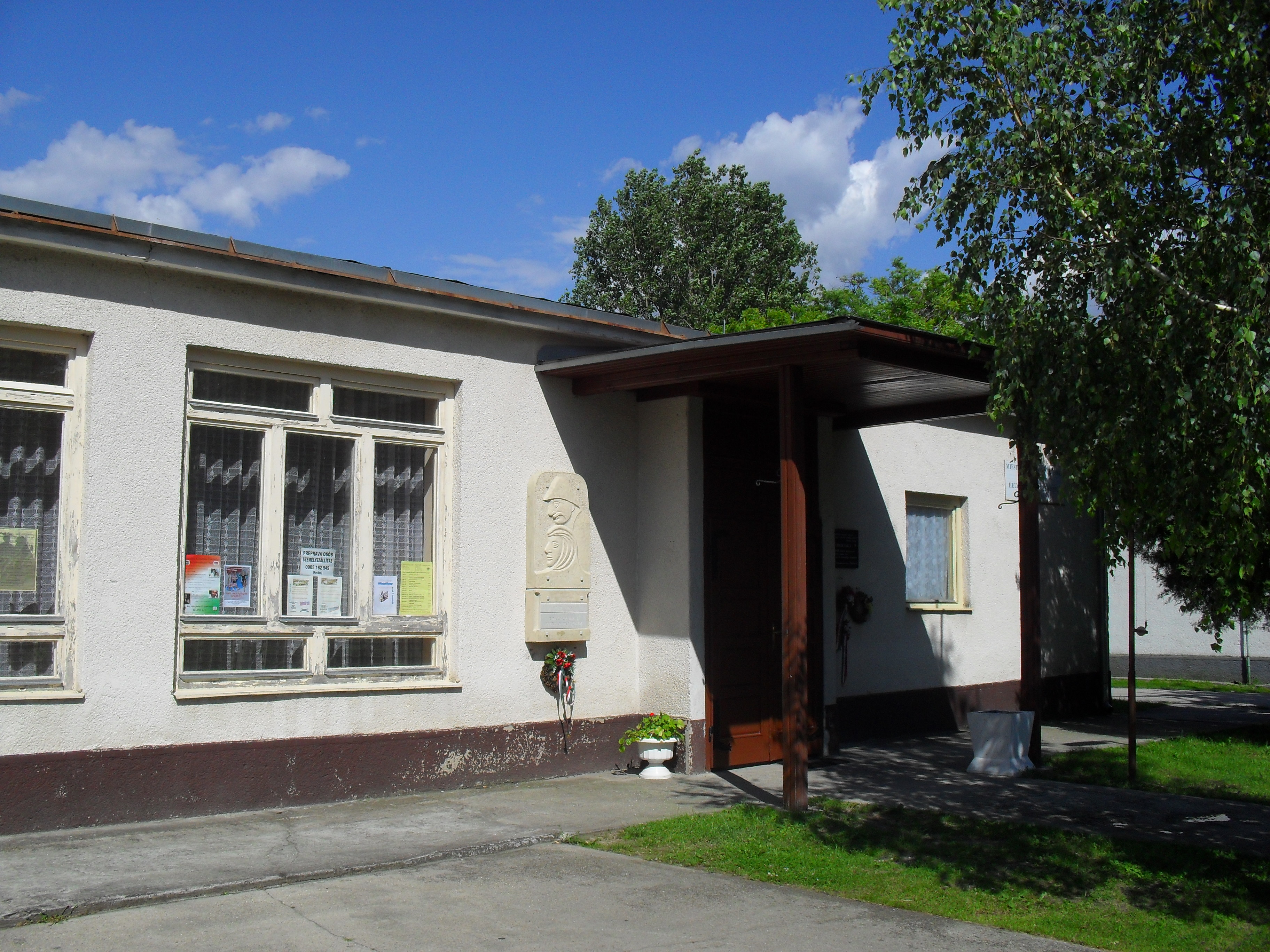
Kultúrház
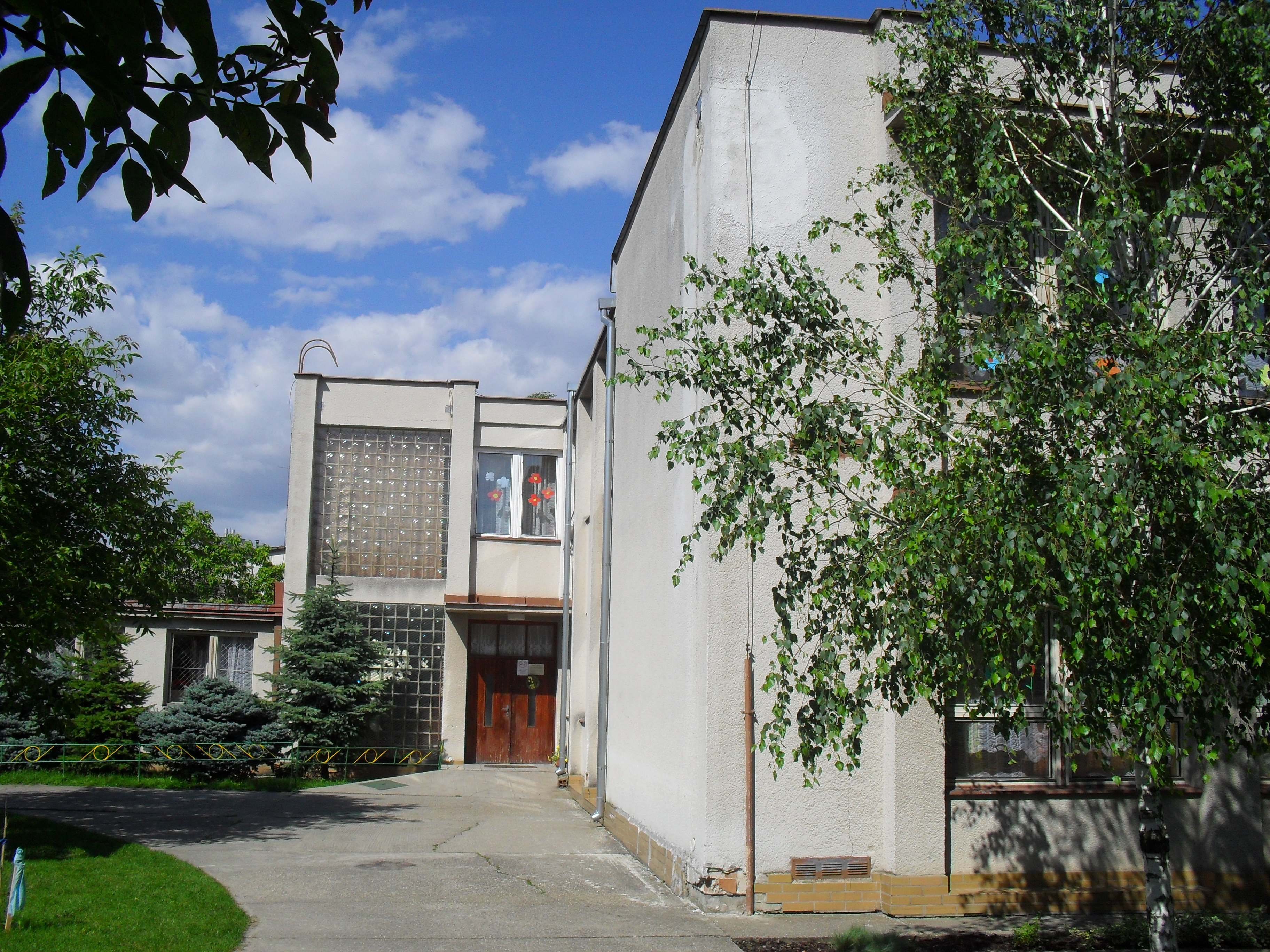
Óvoda
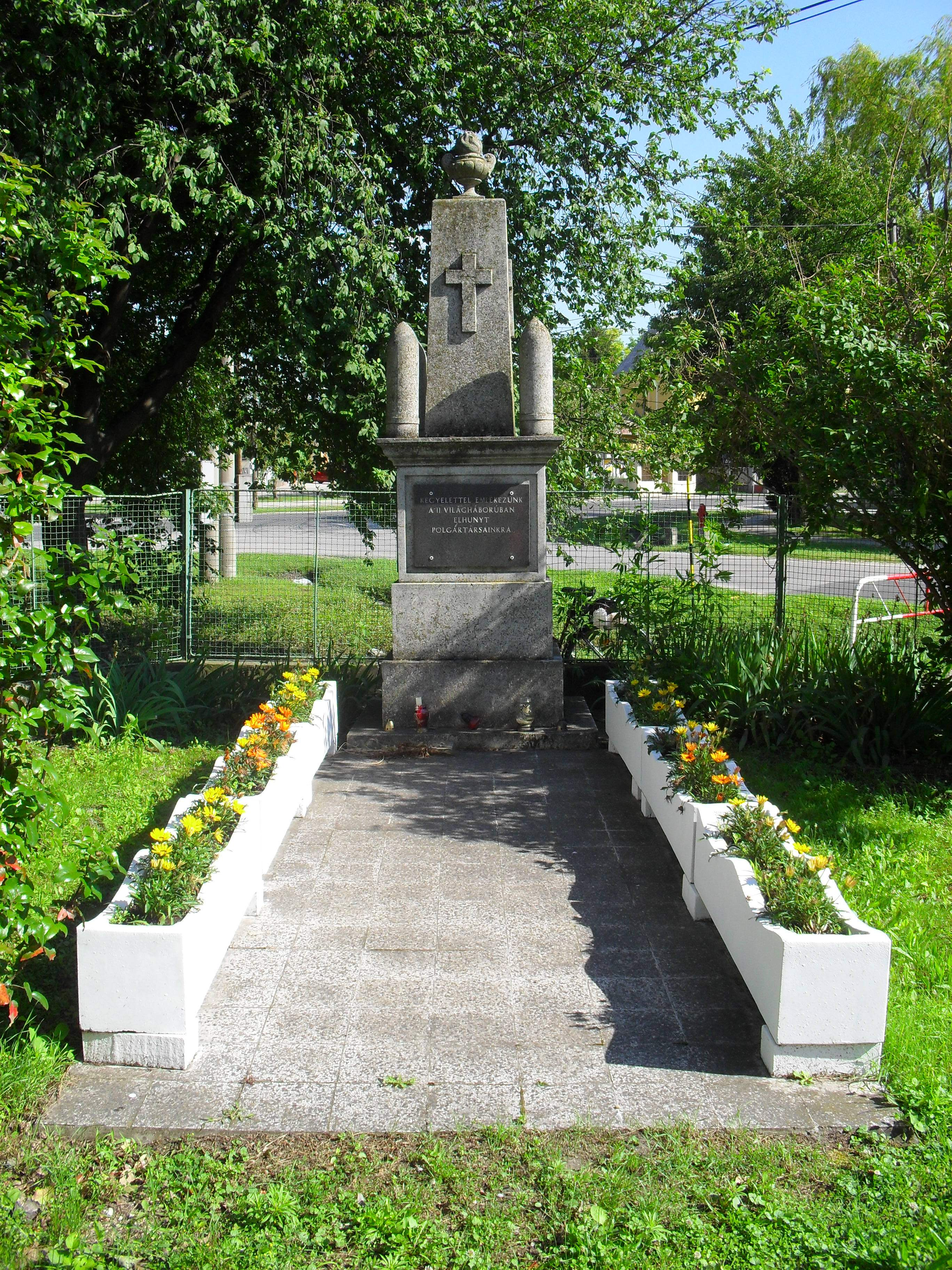
Posta
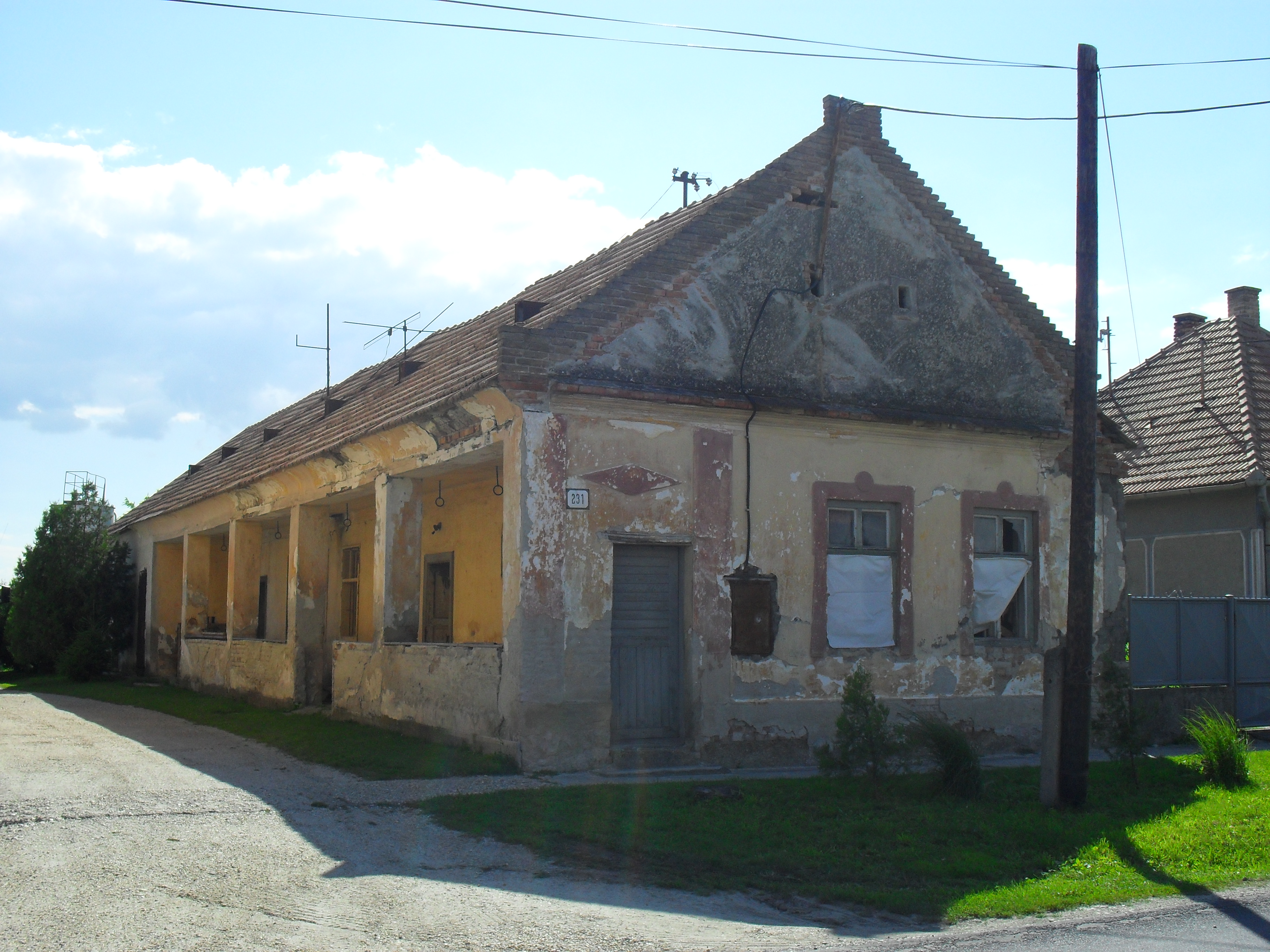
Régi ház a Vasút utcában
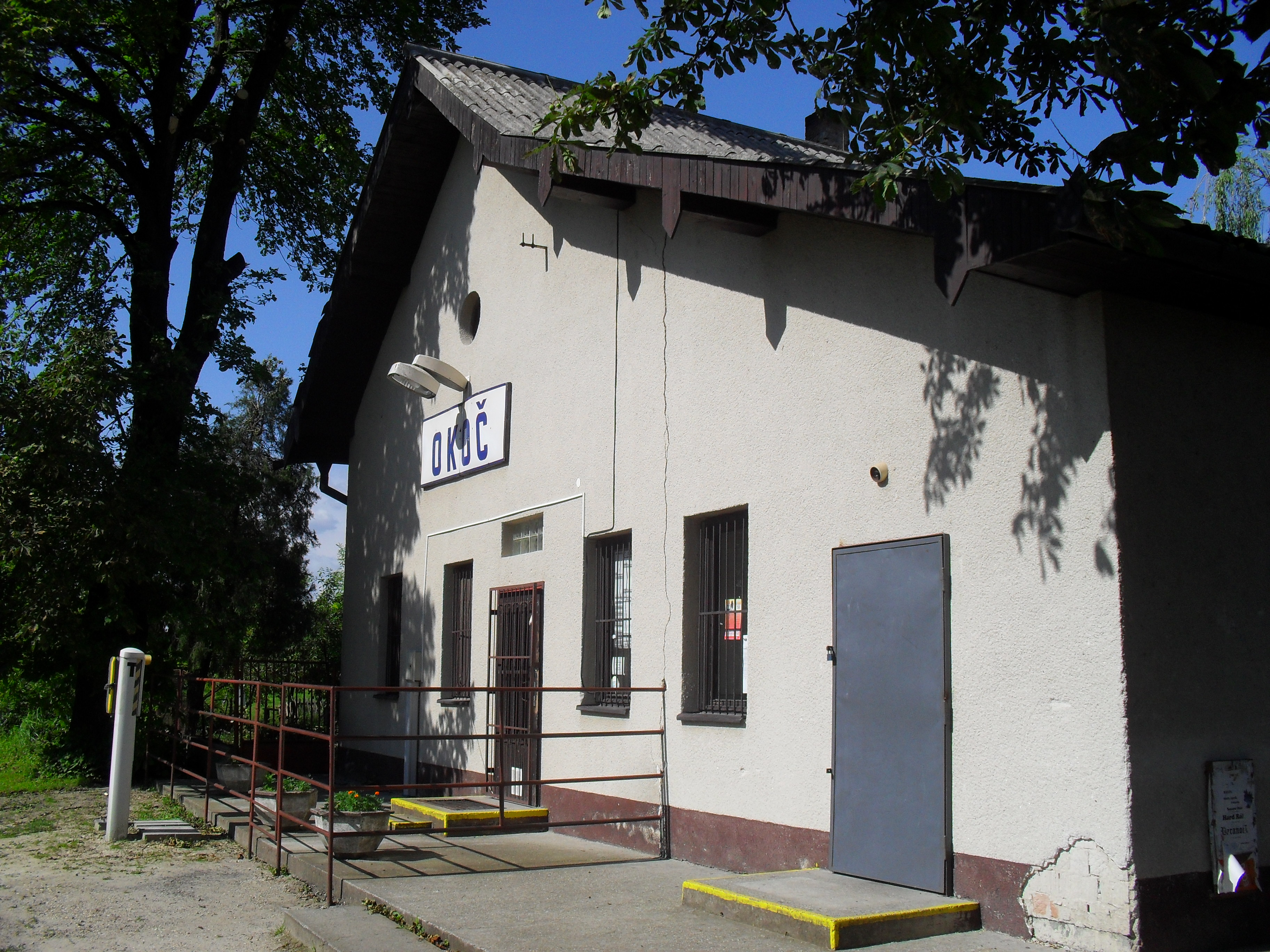
Vasútállomás
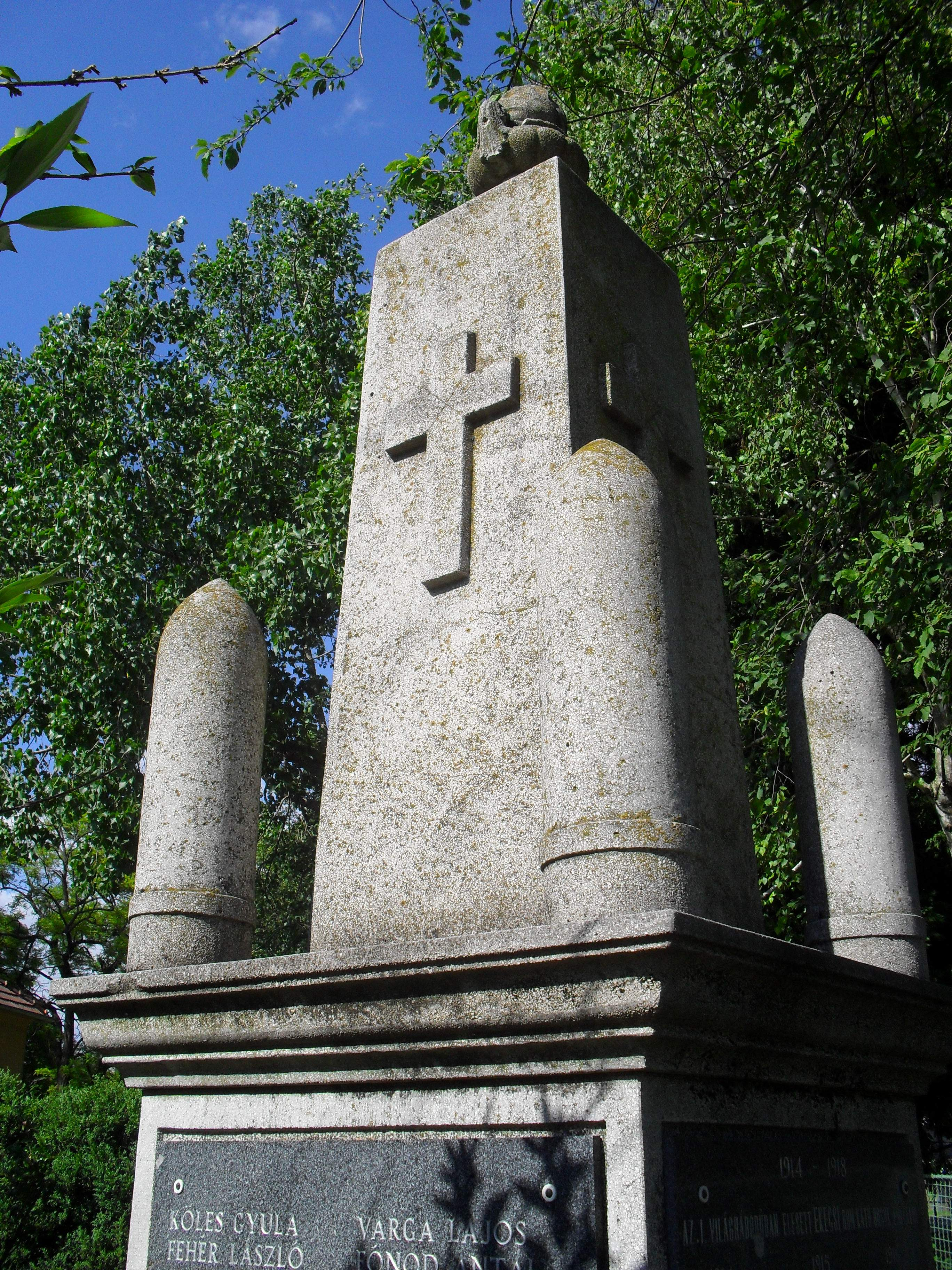
Második világháborús emlékmű
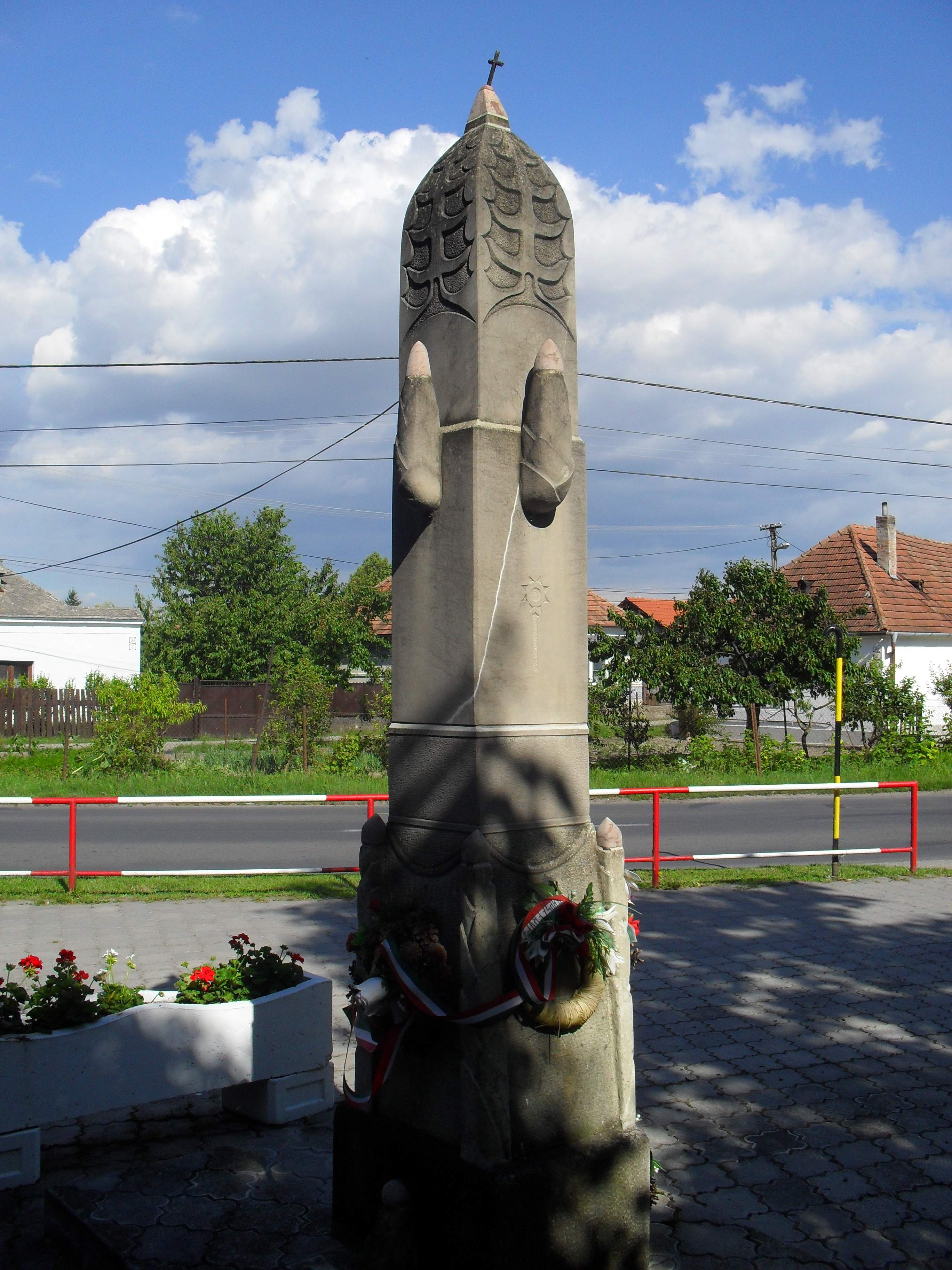
A falu alapításának 730. évfordulójára állított emlékmű
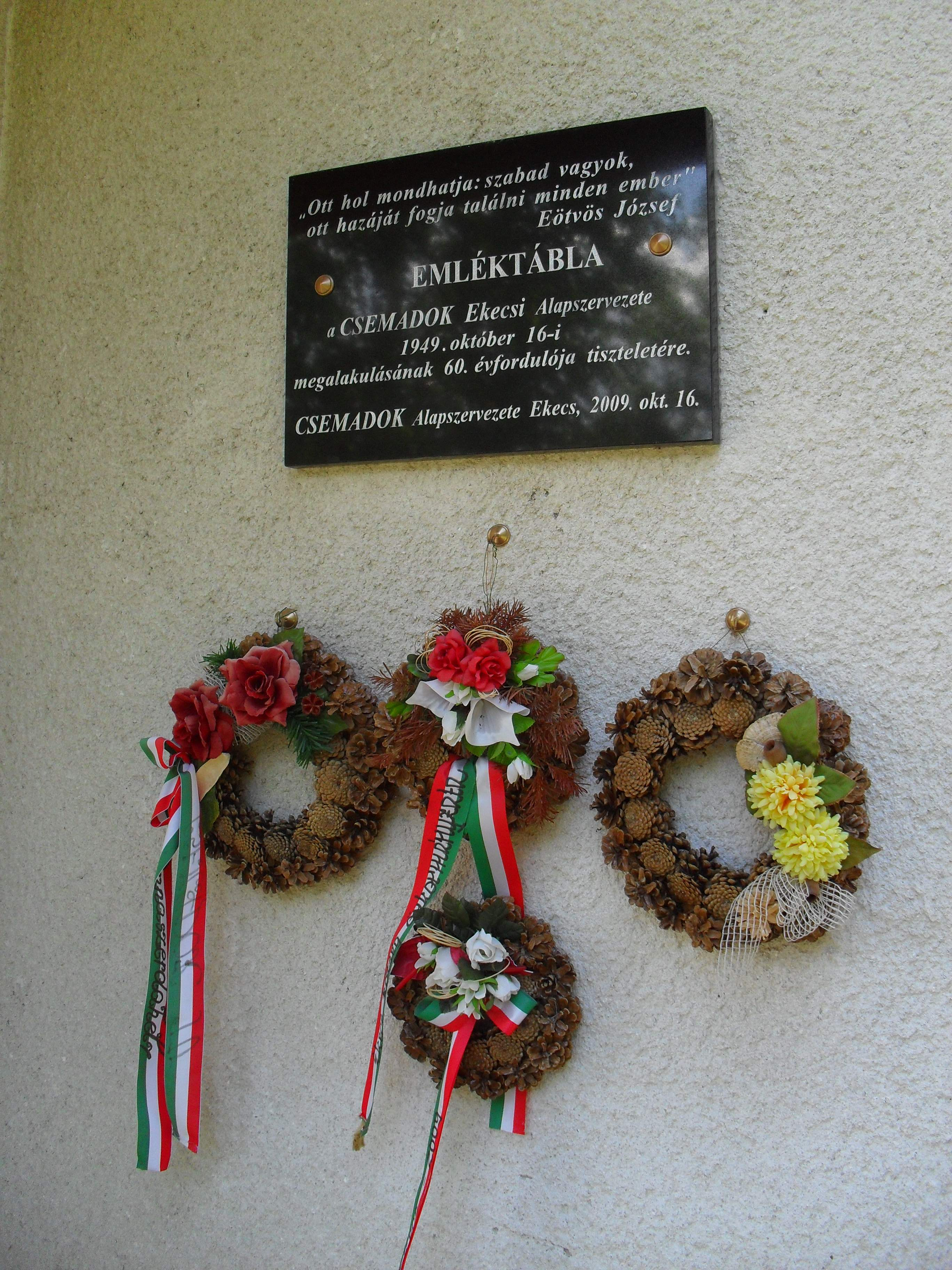
Csemadok-emléktábla
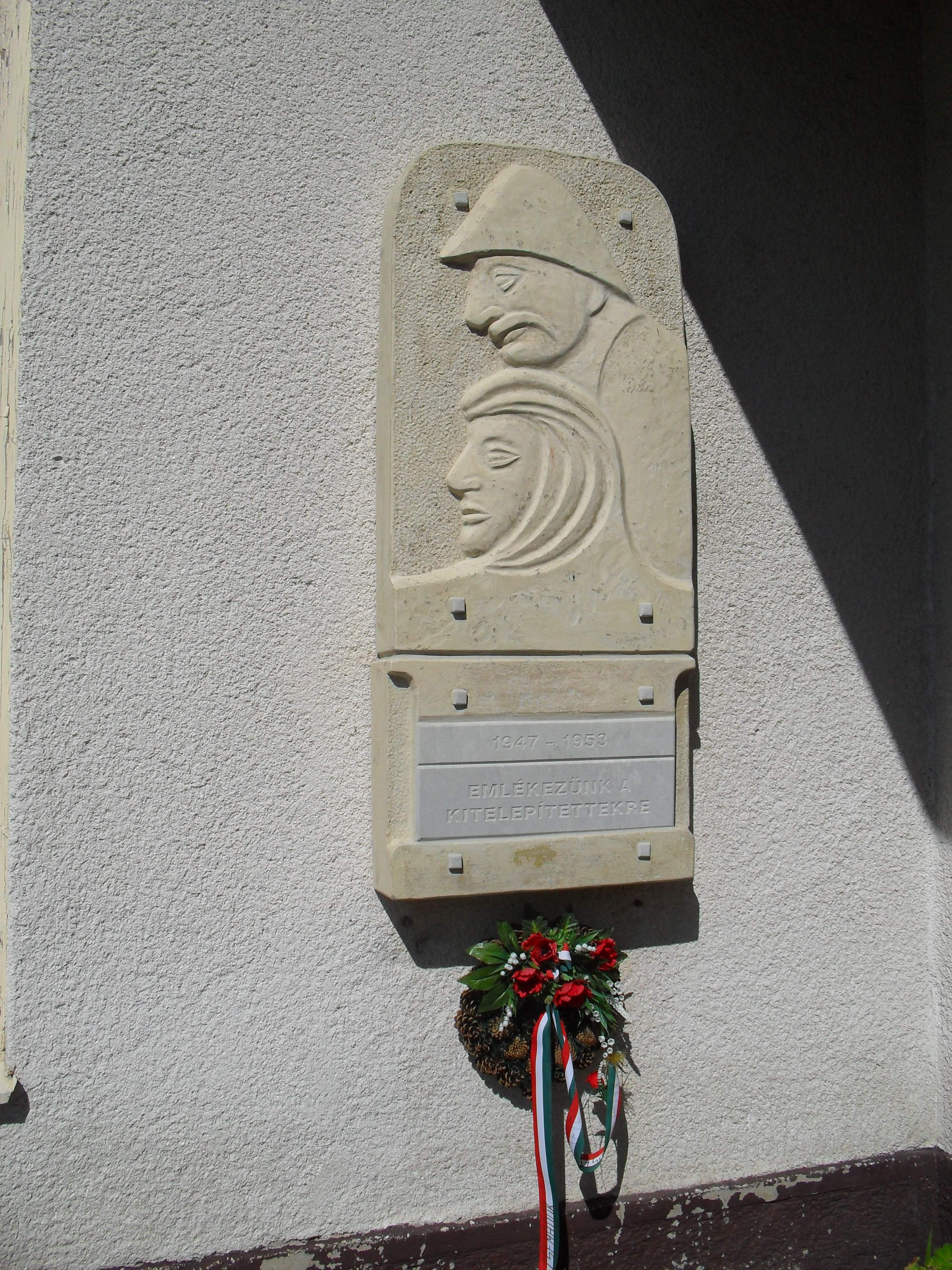
A kitelepítettek emléktáblája
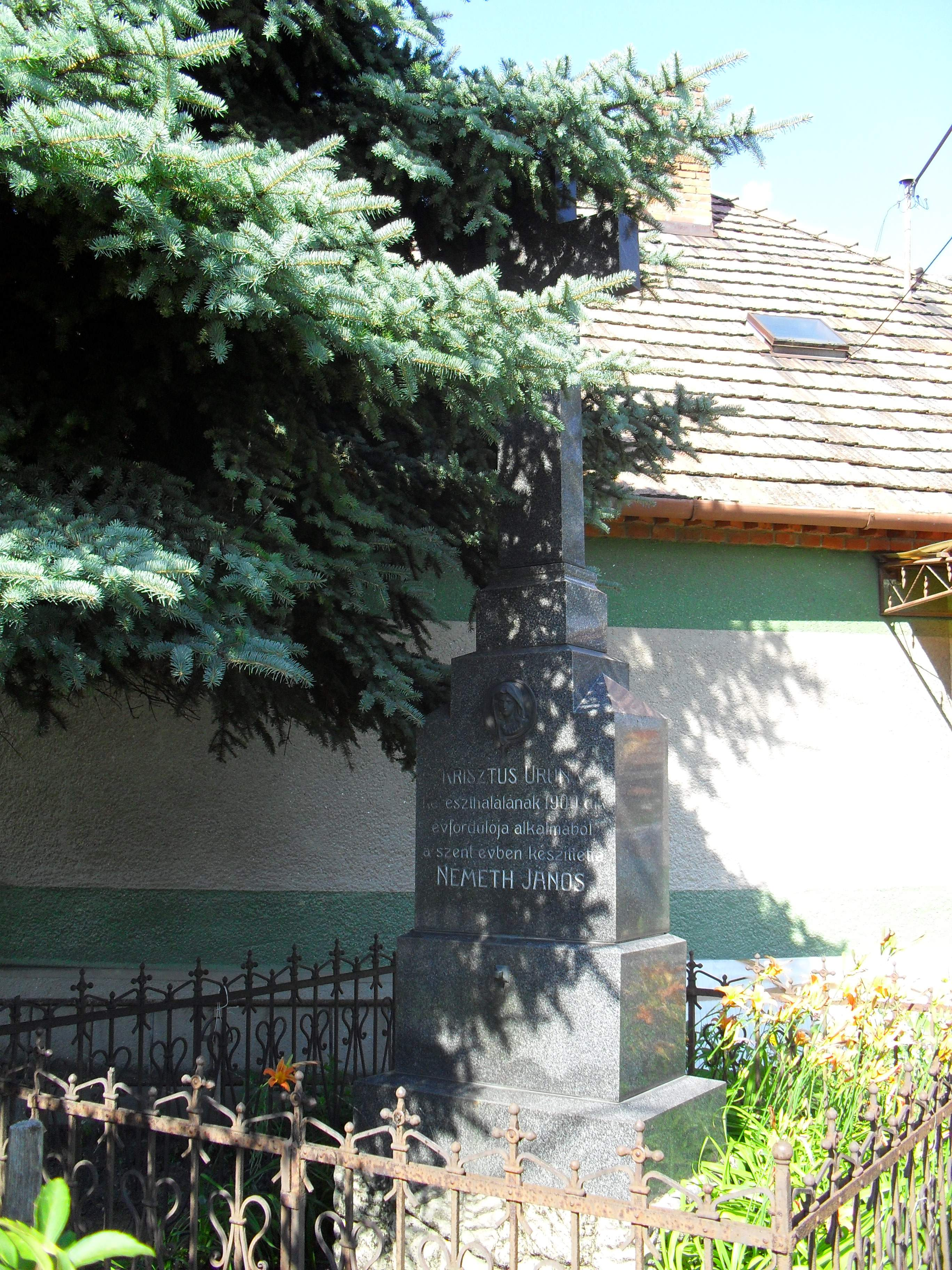
Feszület a Vasút utcában (1933)
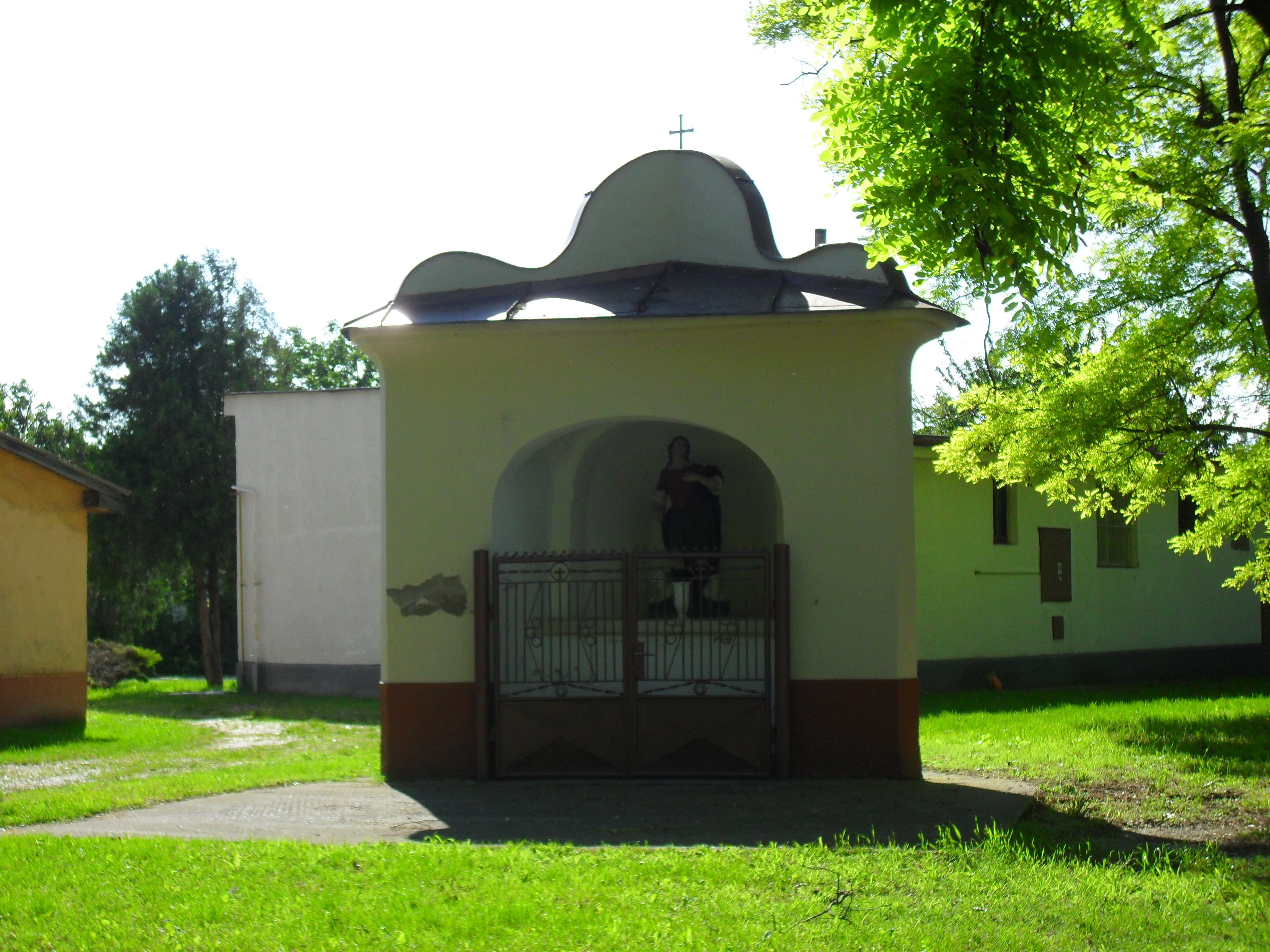
Szent Vendel-kápolna
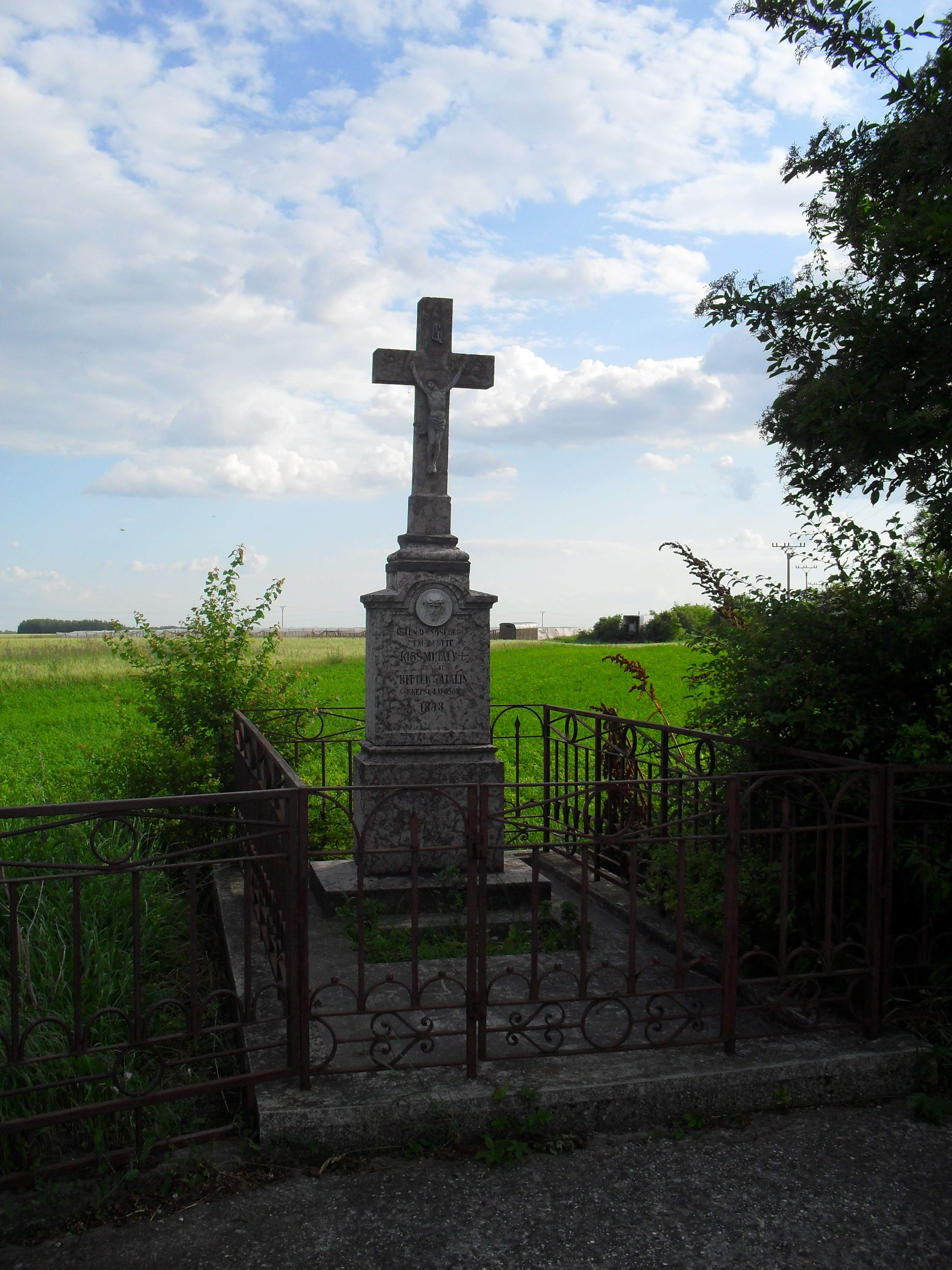
A laki úton álló Faluvégi-kereszt (1896)
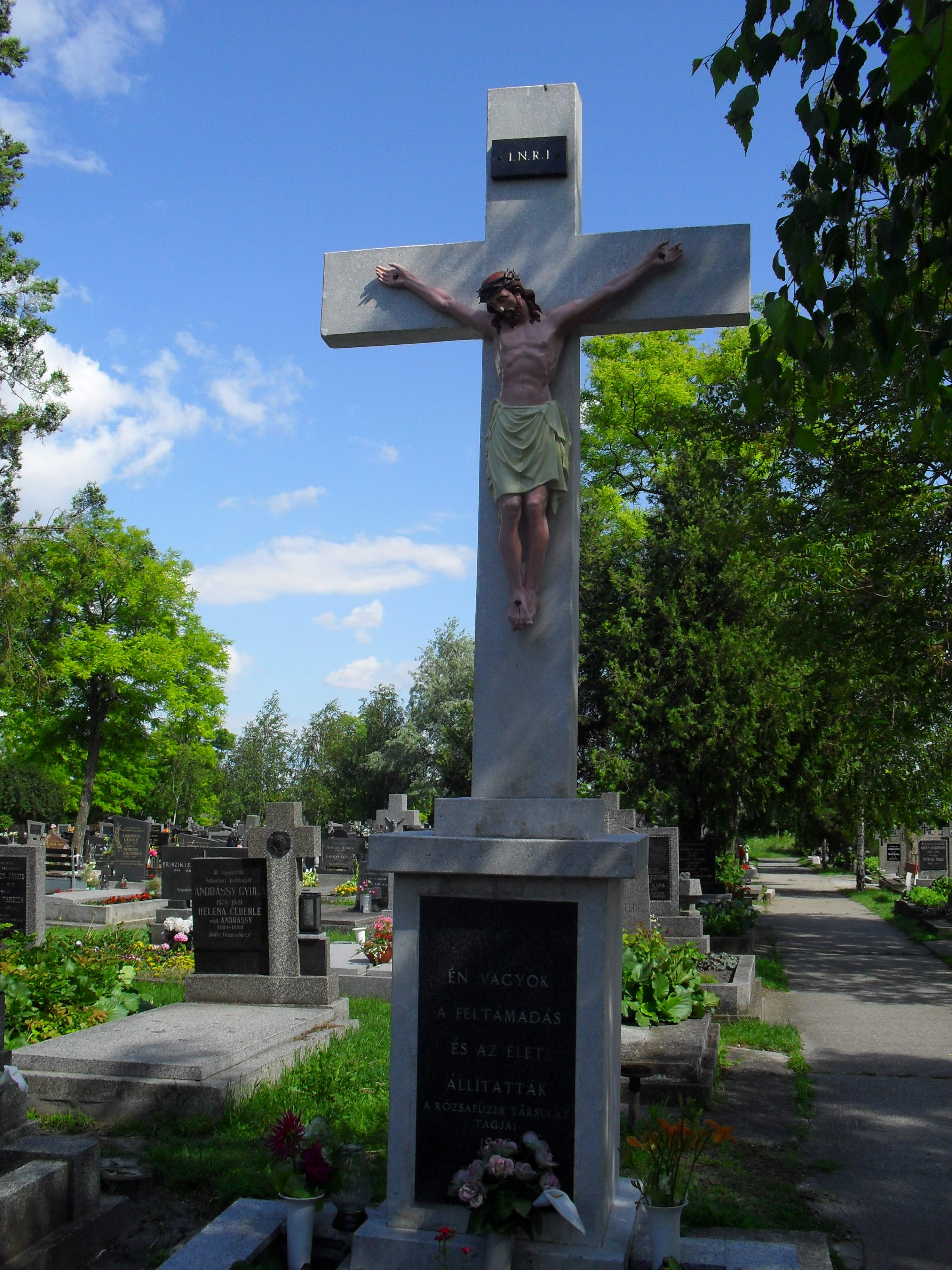
Temetői nagykereszt

### Apácaszakállas

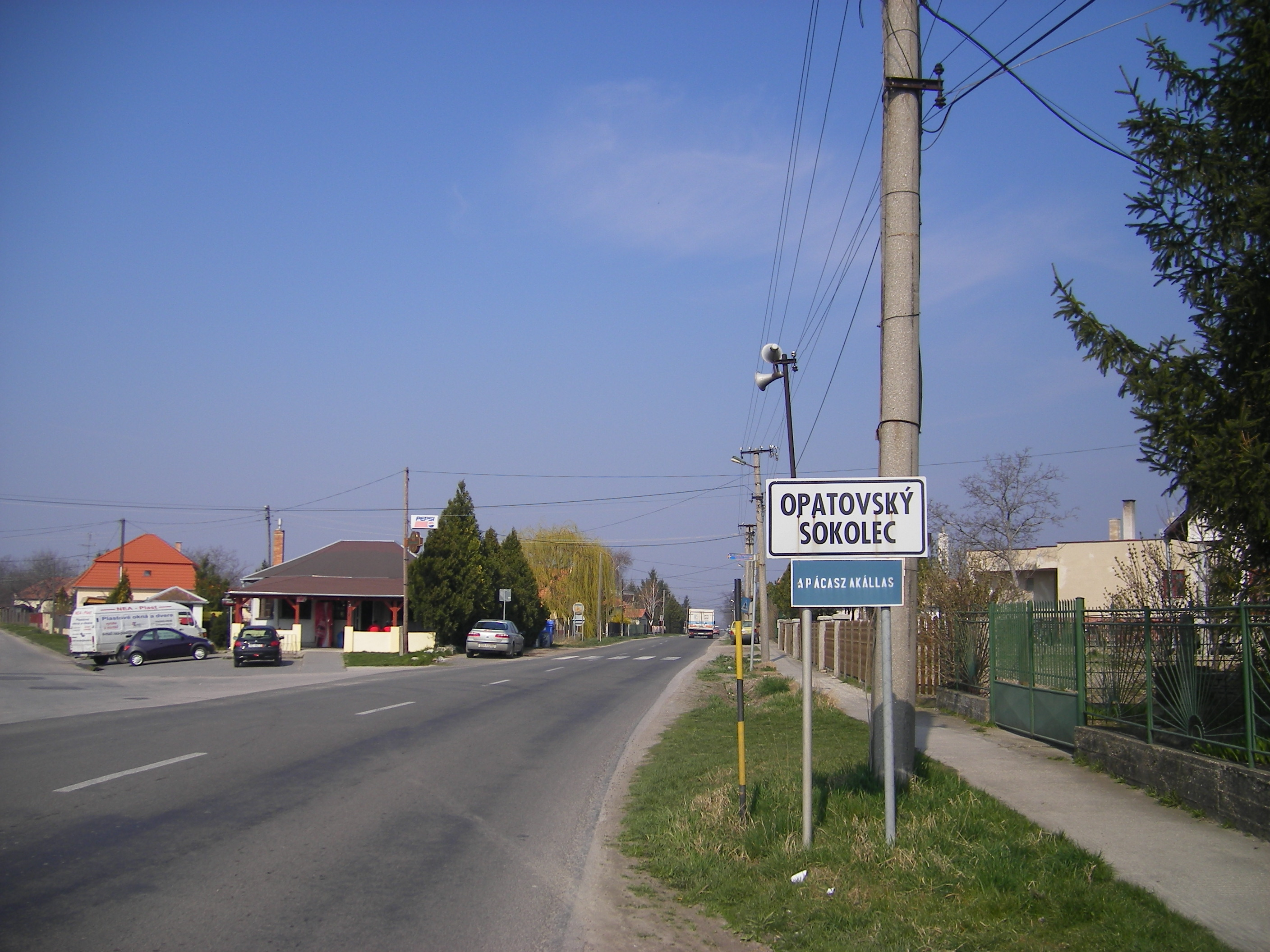
Ekecs és Apácaszakállas között
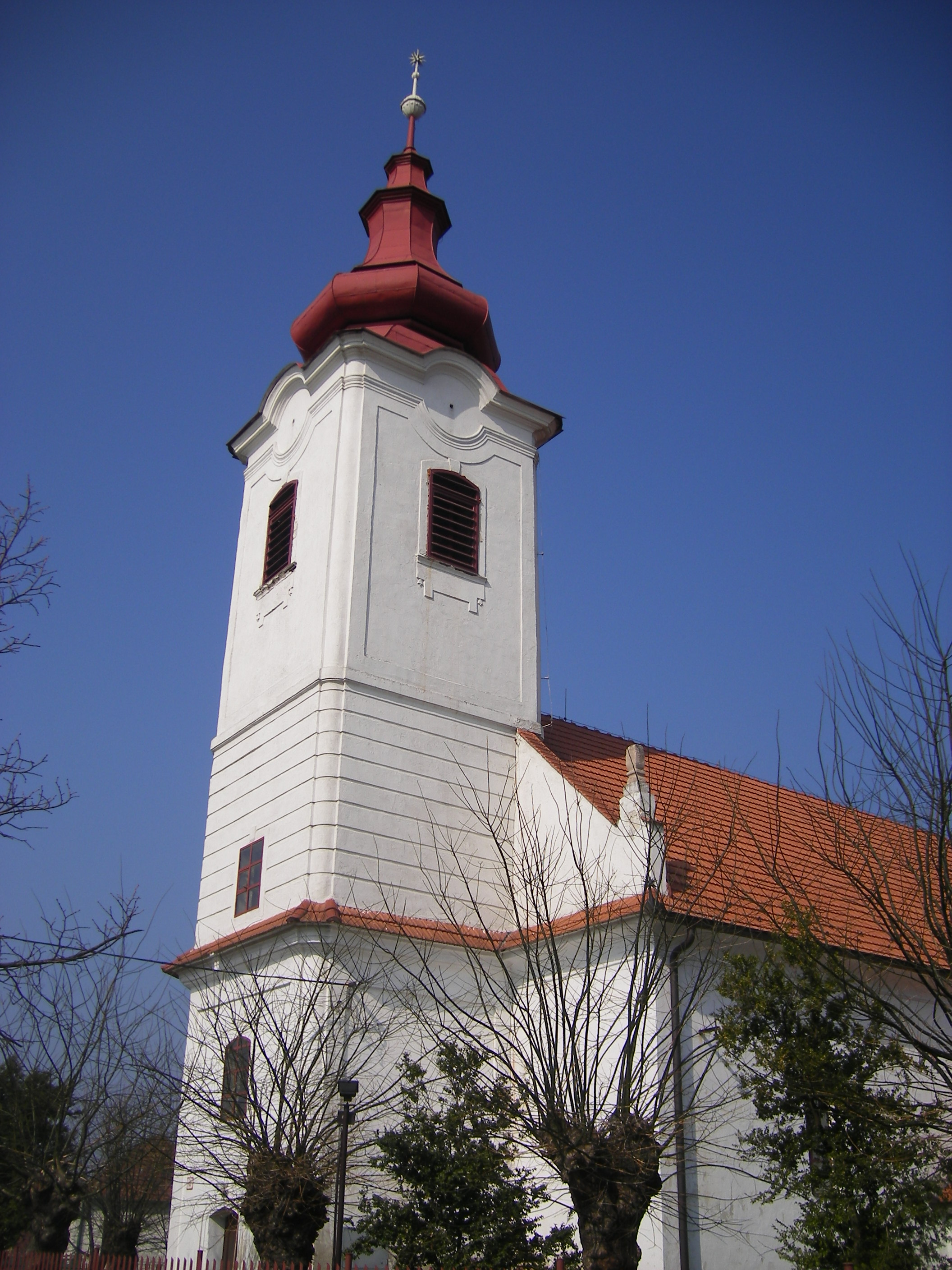
A református templom tornya
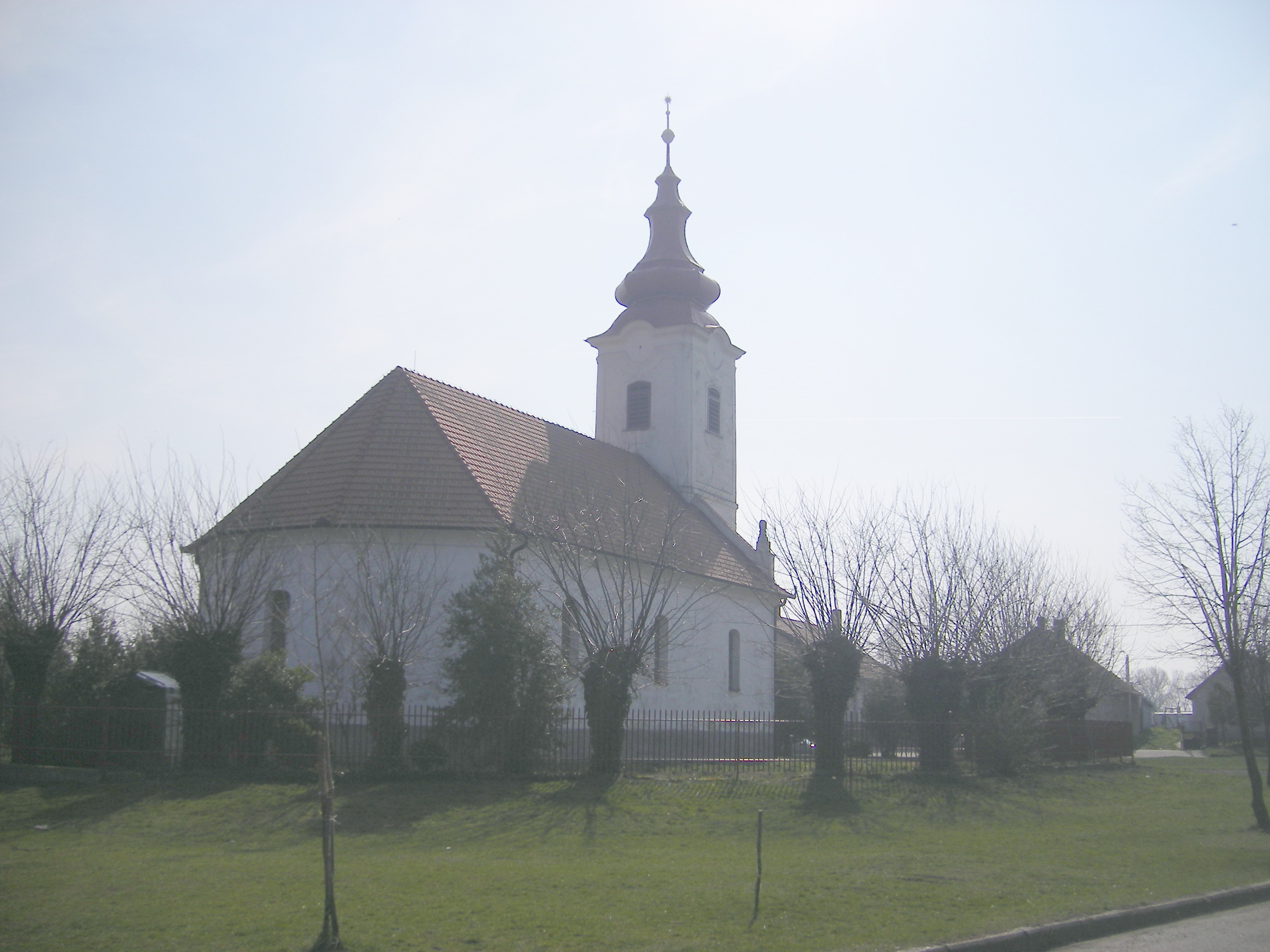
Református templom
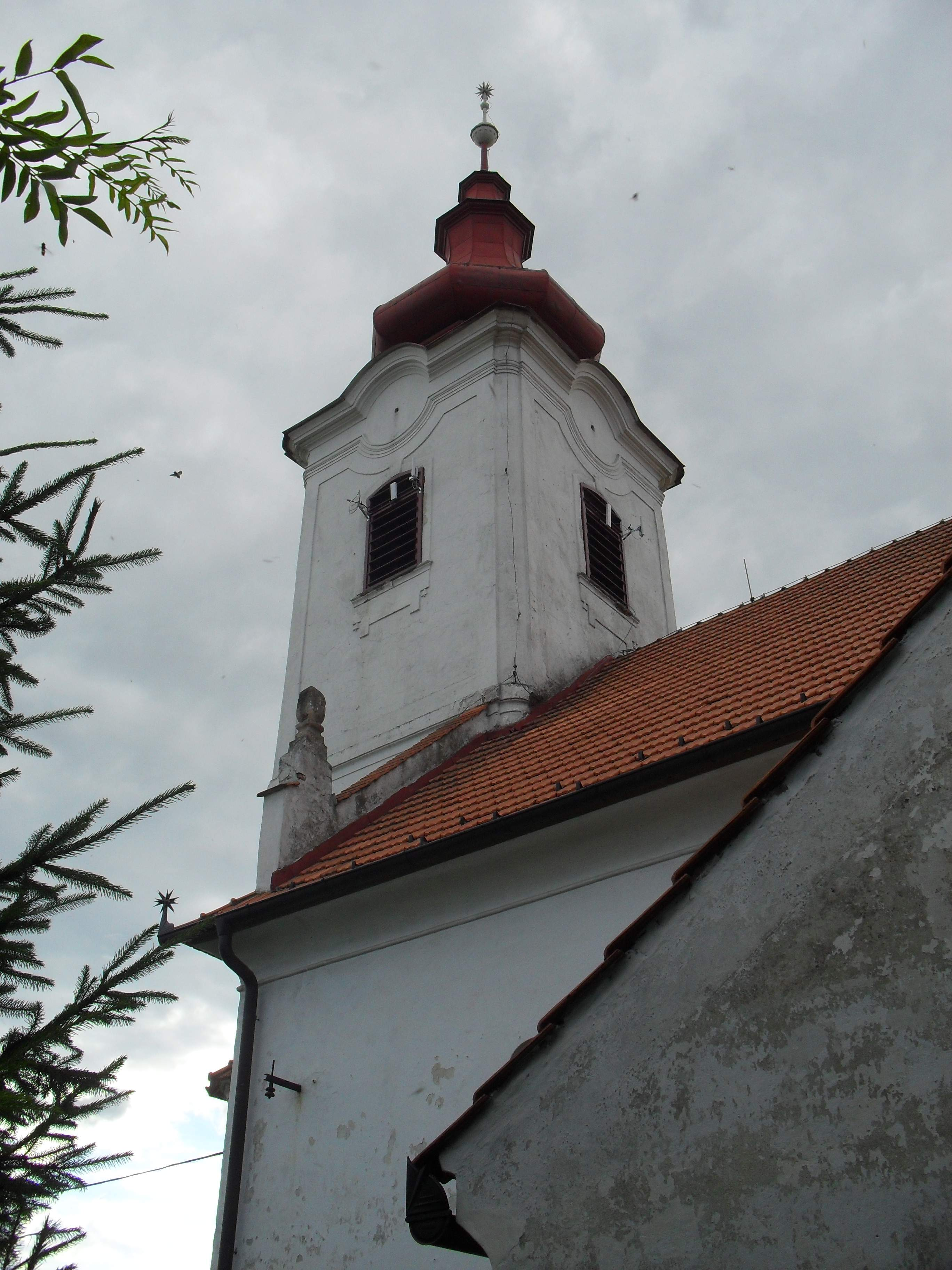
Református templom
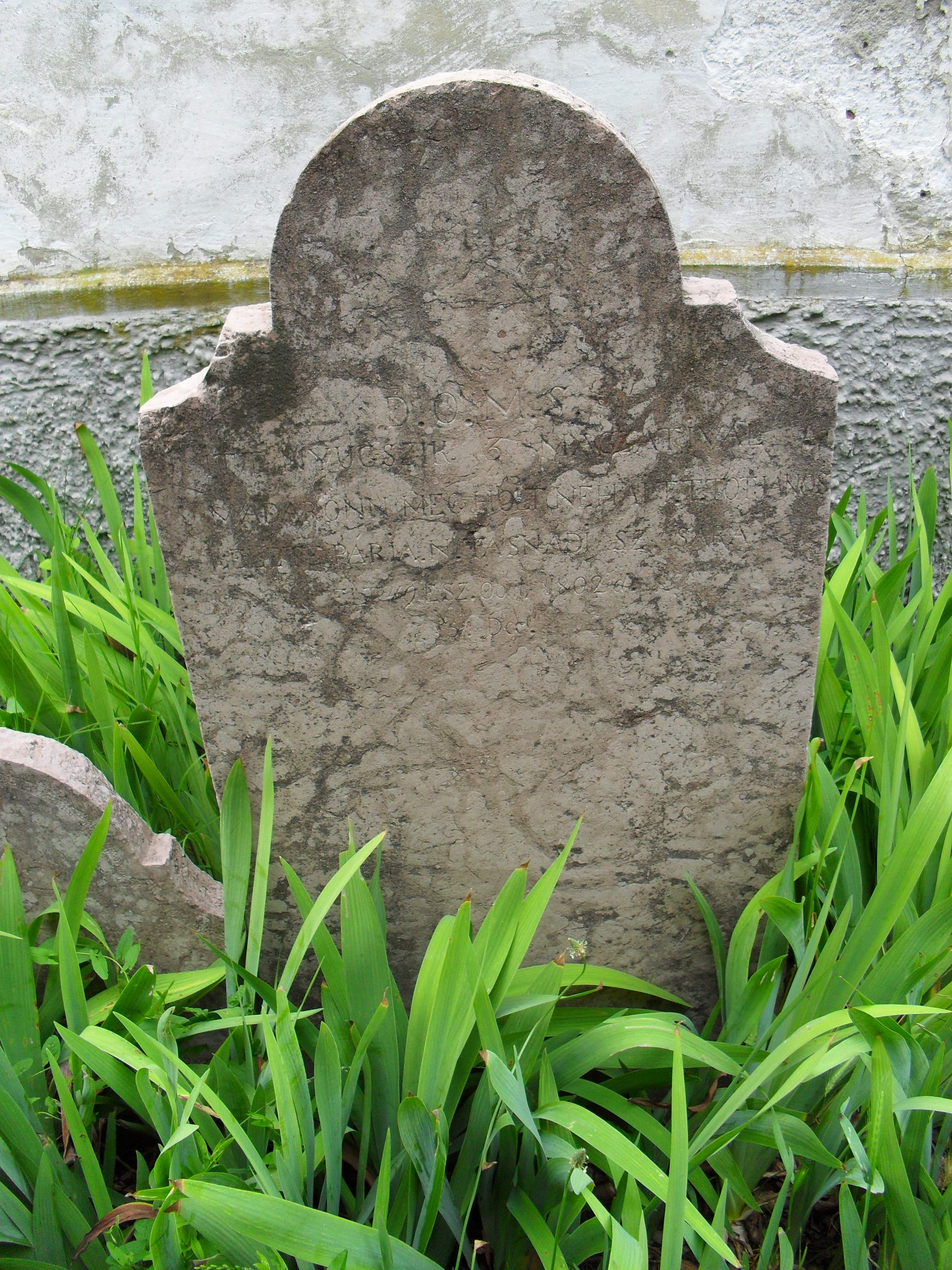
Tasnádi Sára sírköve a templomudvarban (1802)
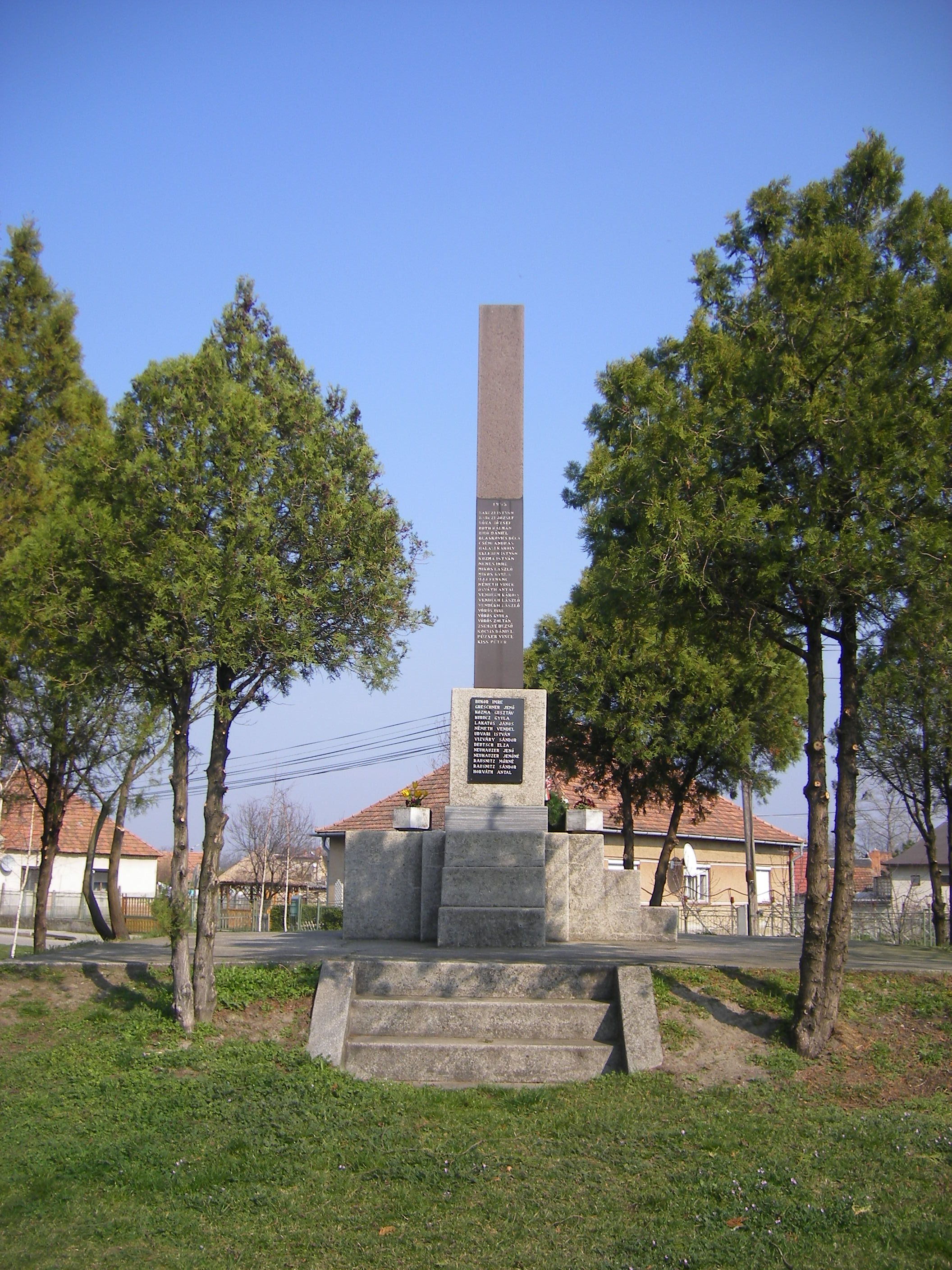
Világháborús emlékmű
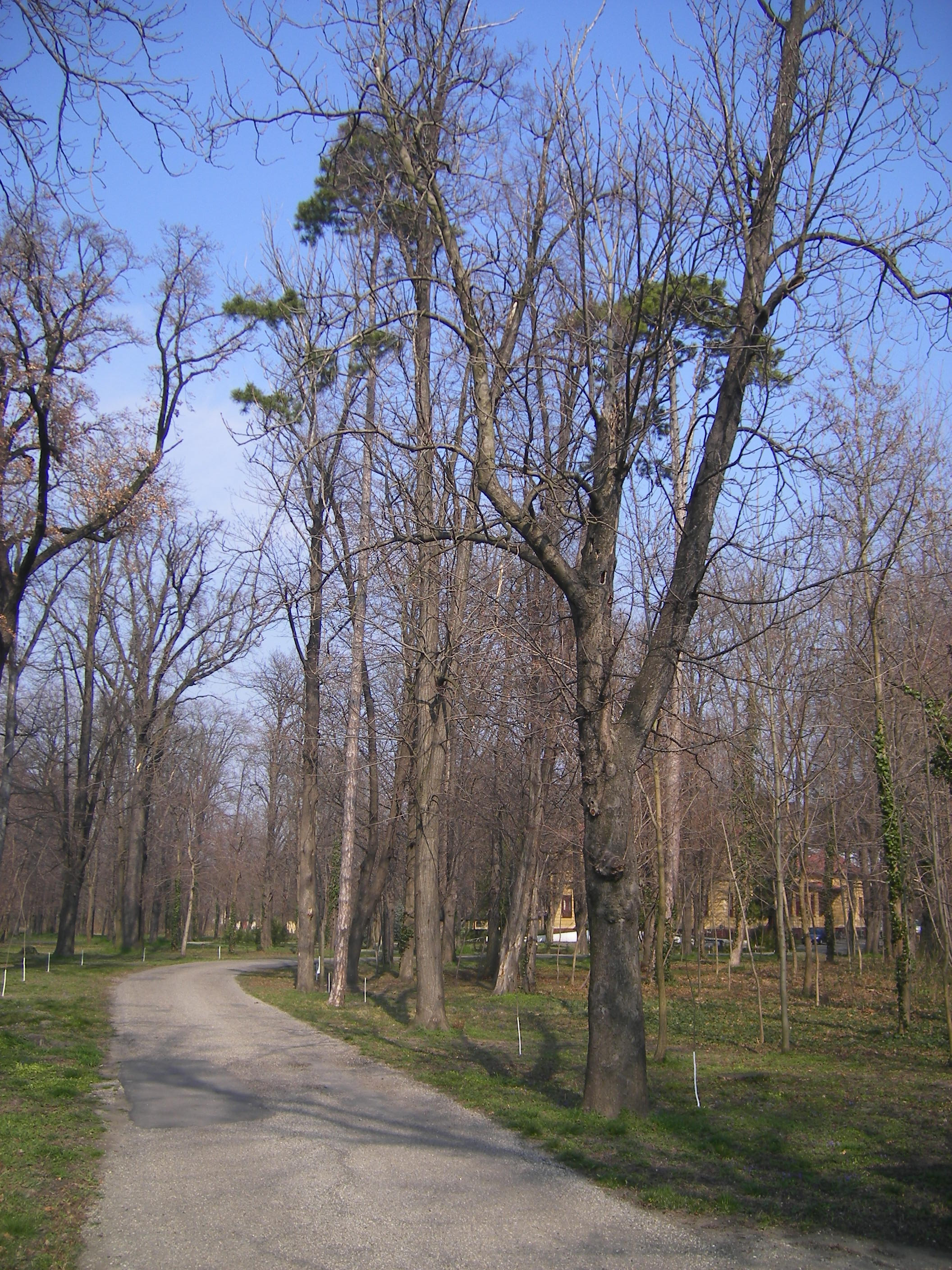
Kastélypark
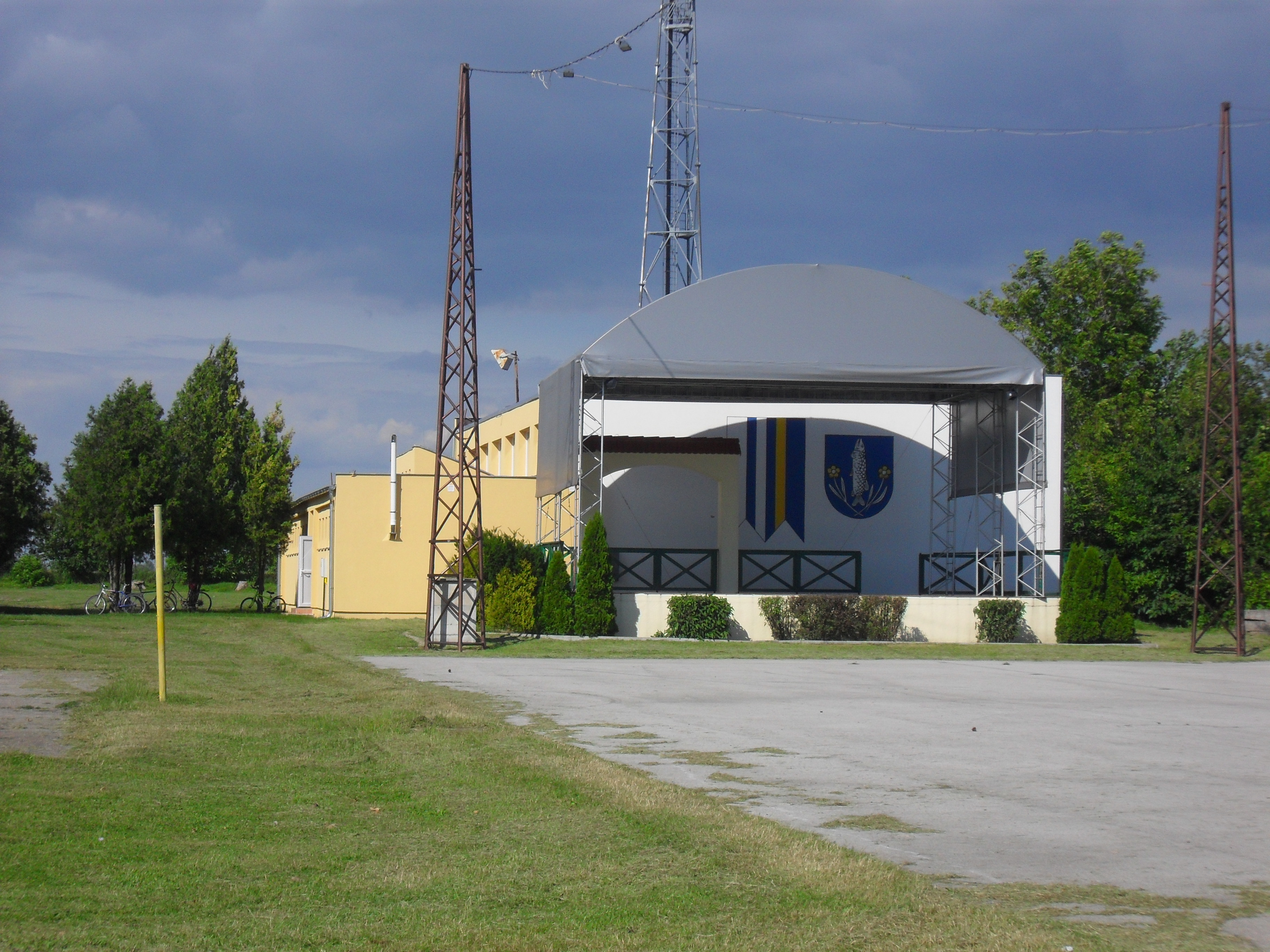
Szabadtéri színpad
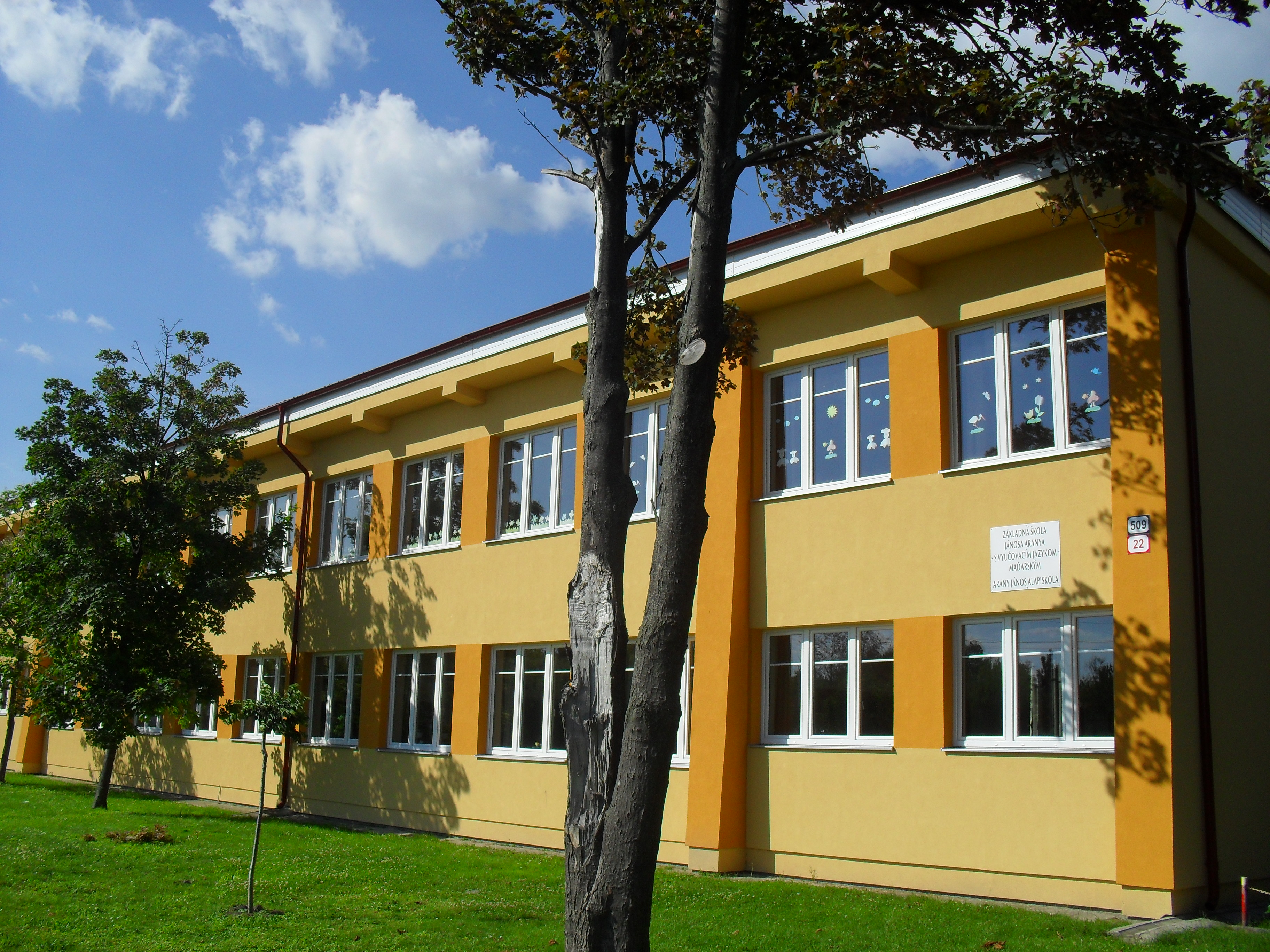
Arany János Alapiskola
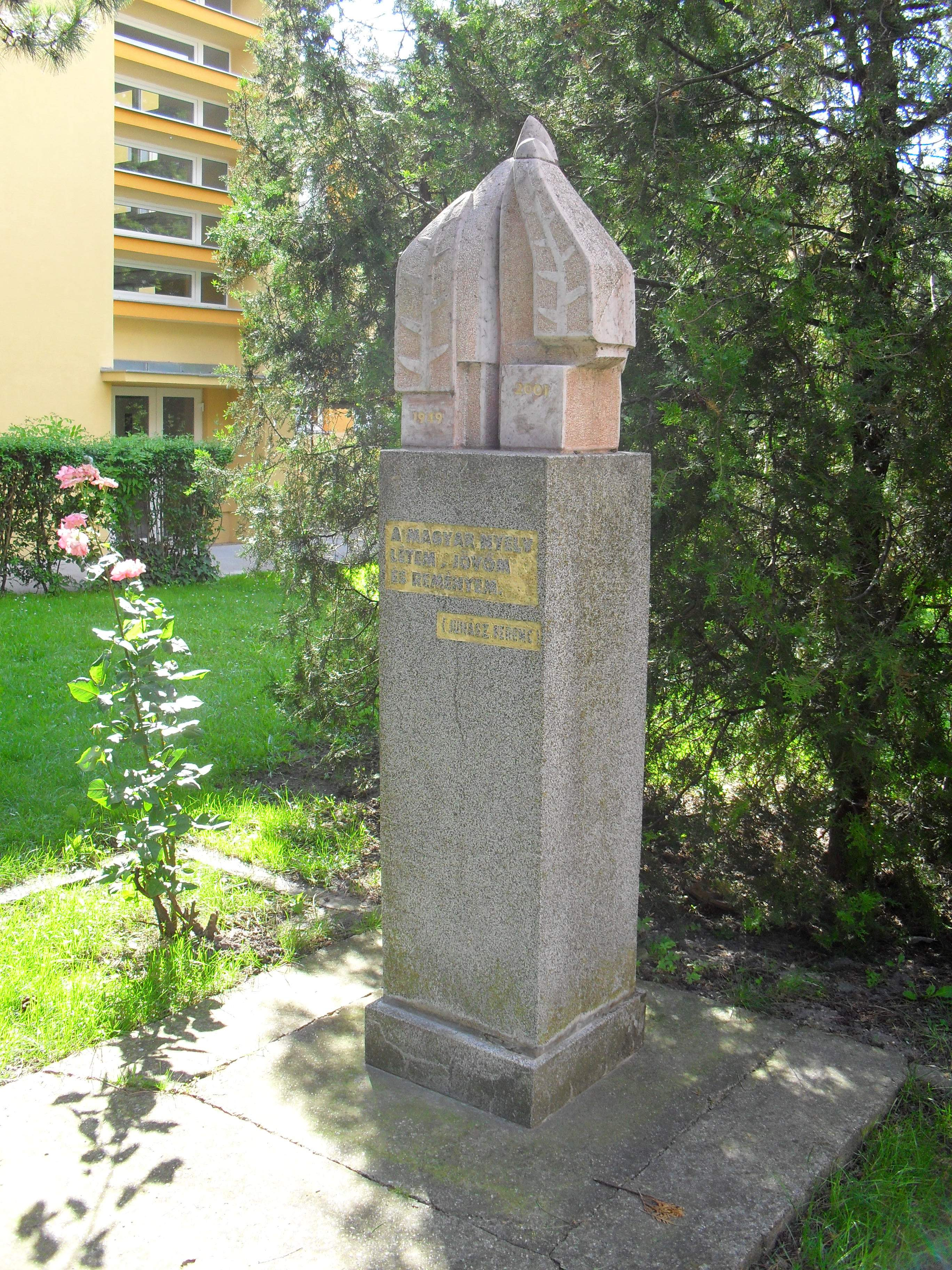
Emlékmű az alapiskola udvarán
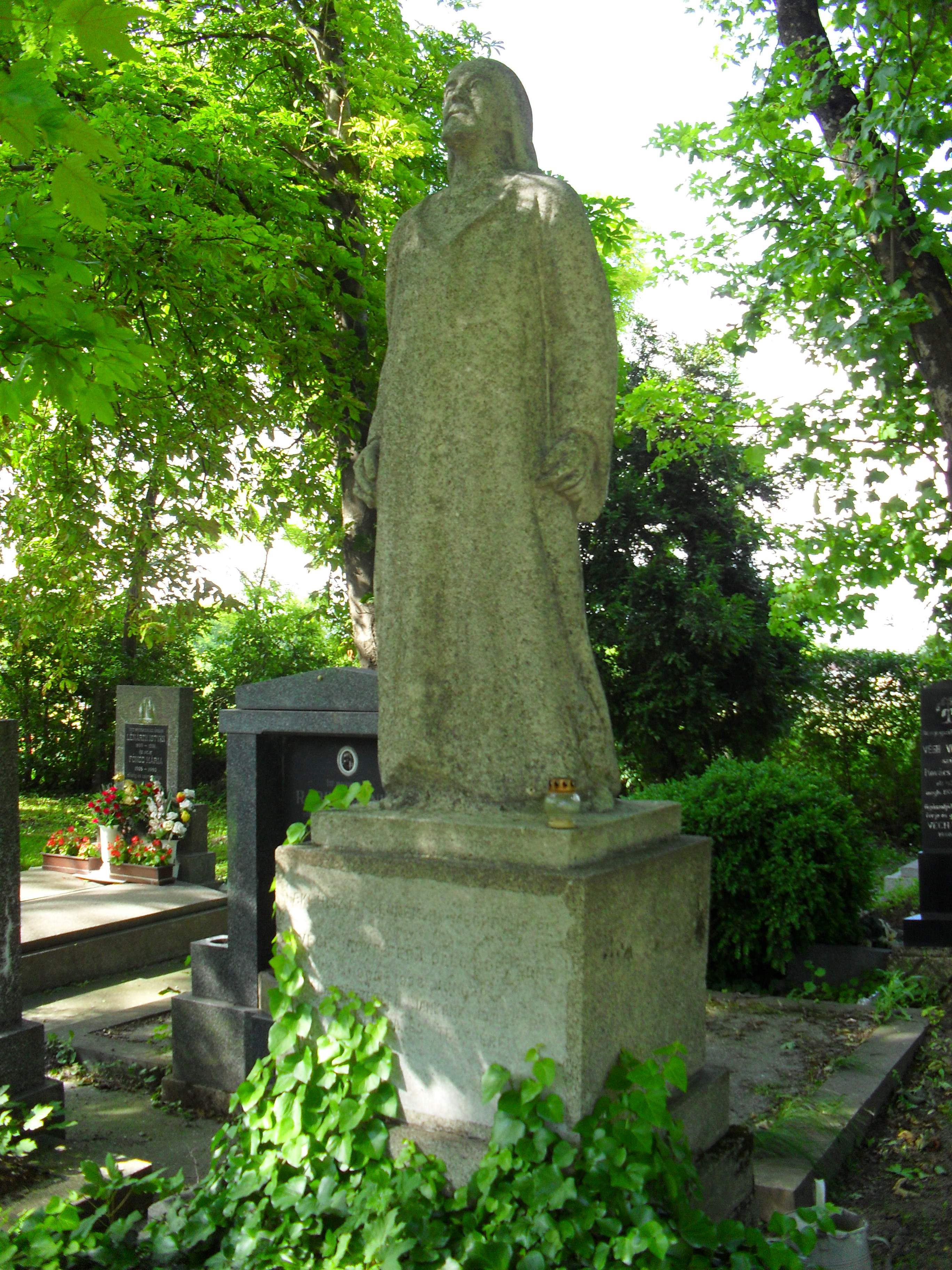
Krisztus-szobor a temetőben
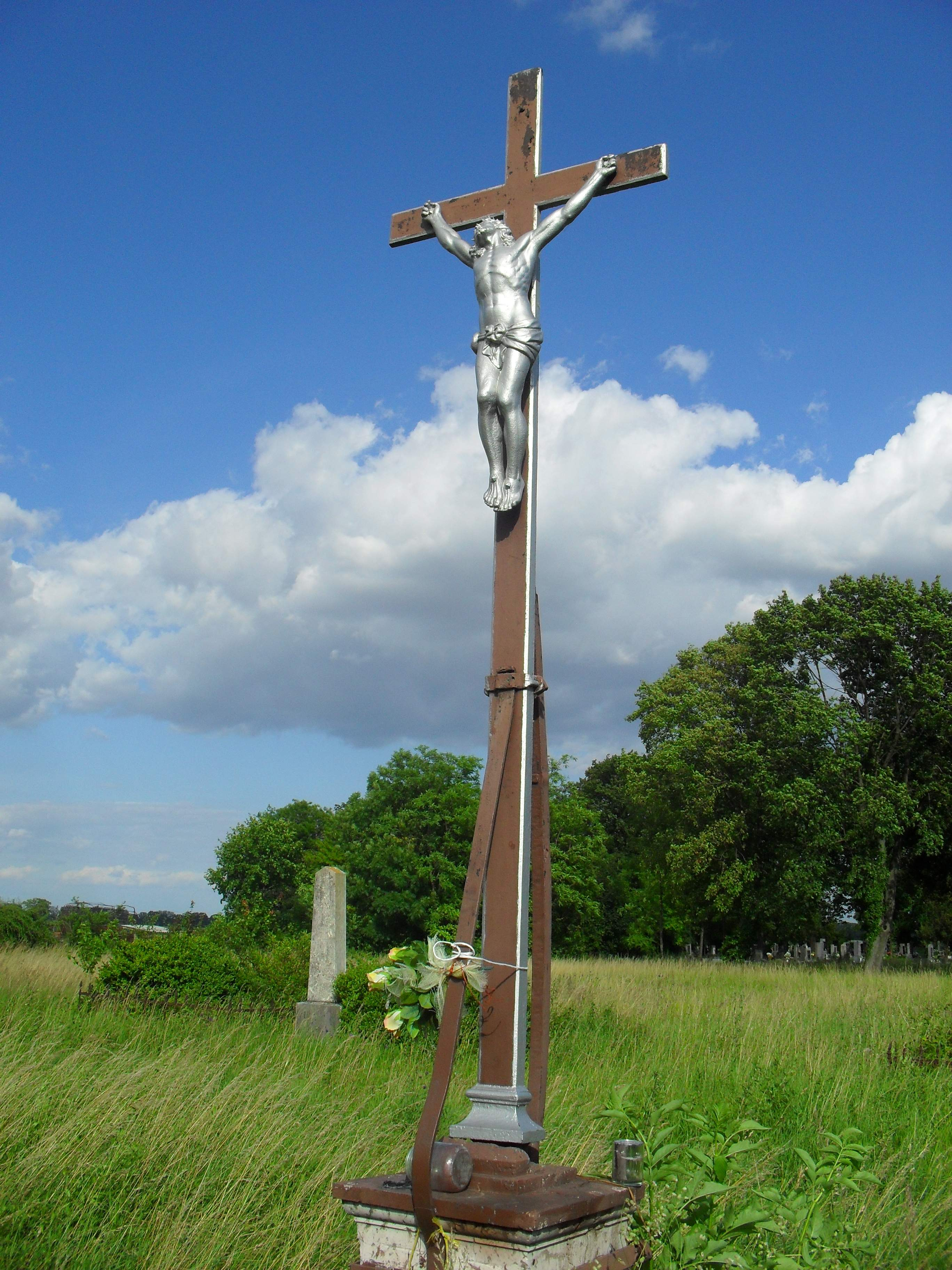
Temetői nagykereszt
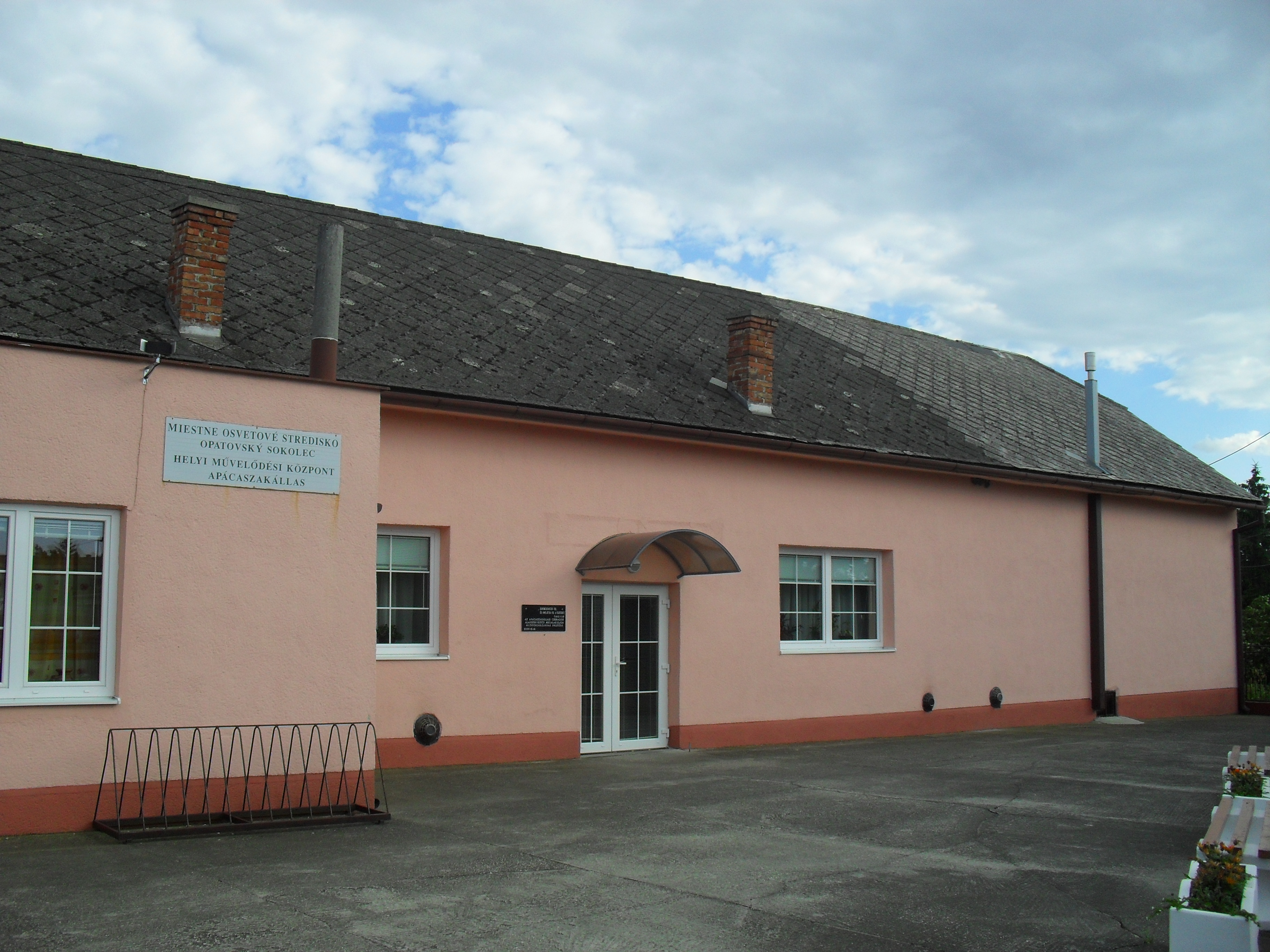
Helyi művelődési központ
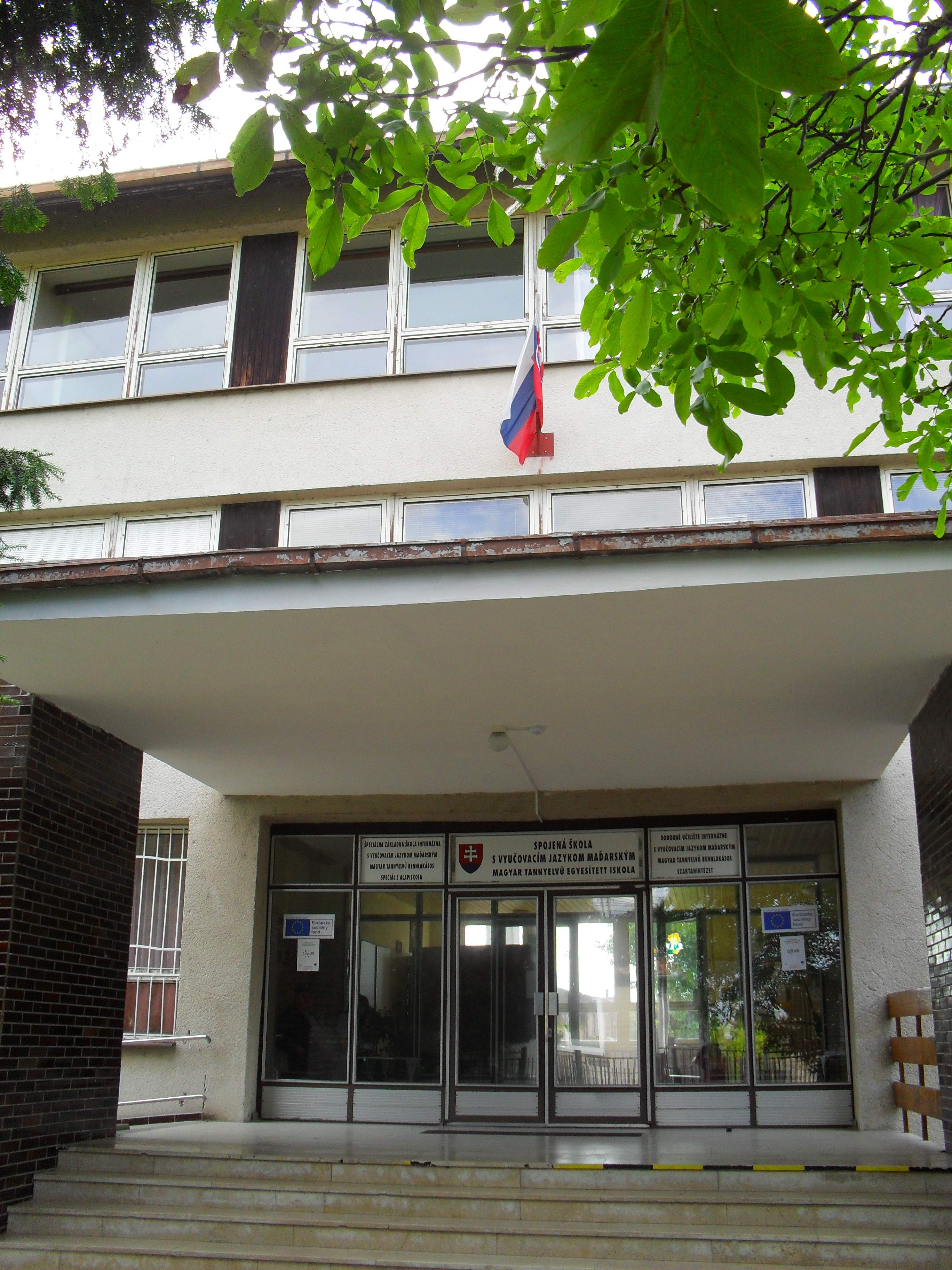
Egyesült bentlakásos iskola
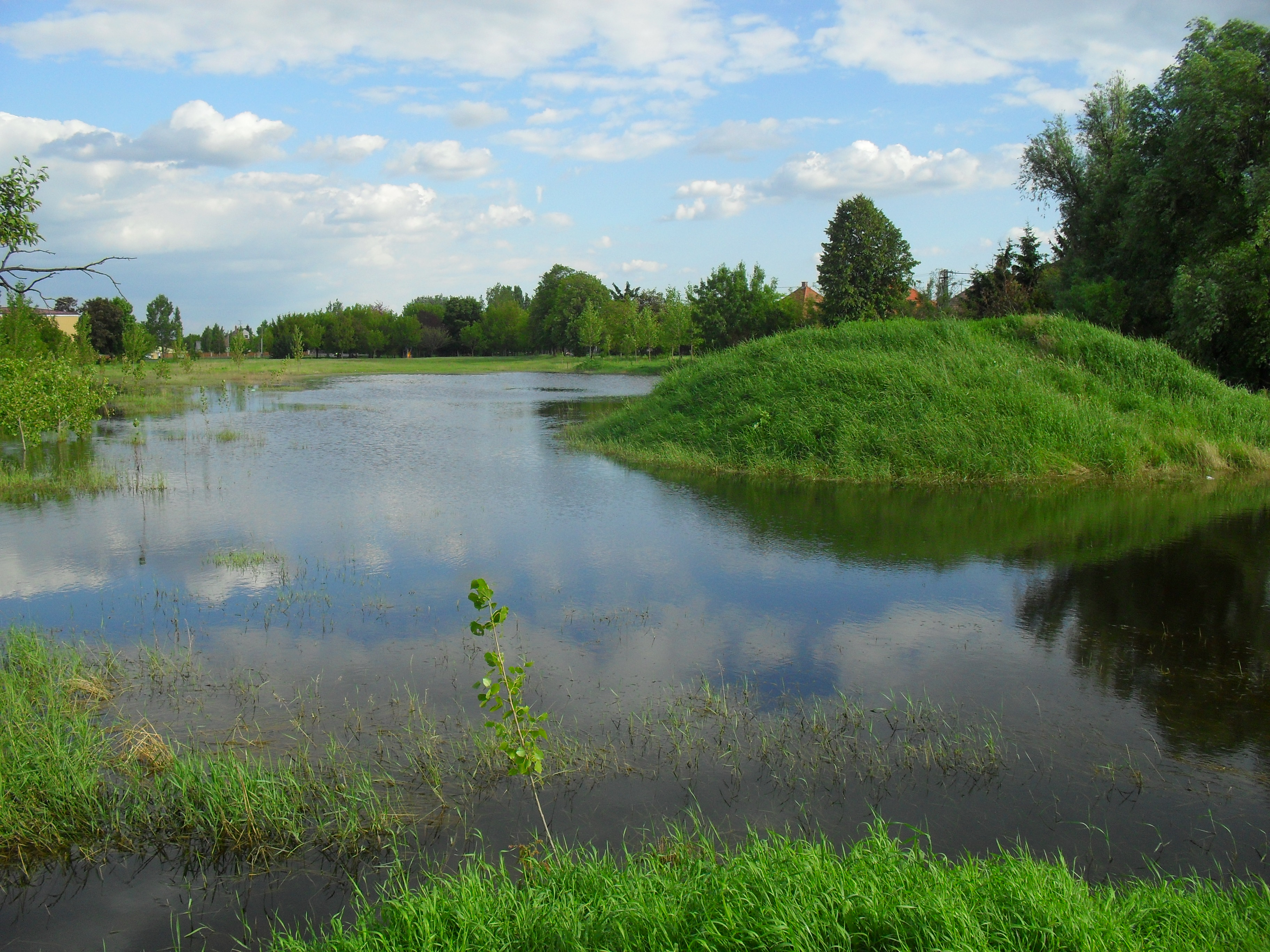
Kétszer kelő

### Egyéb

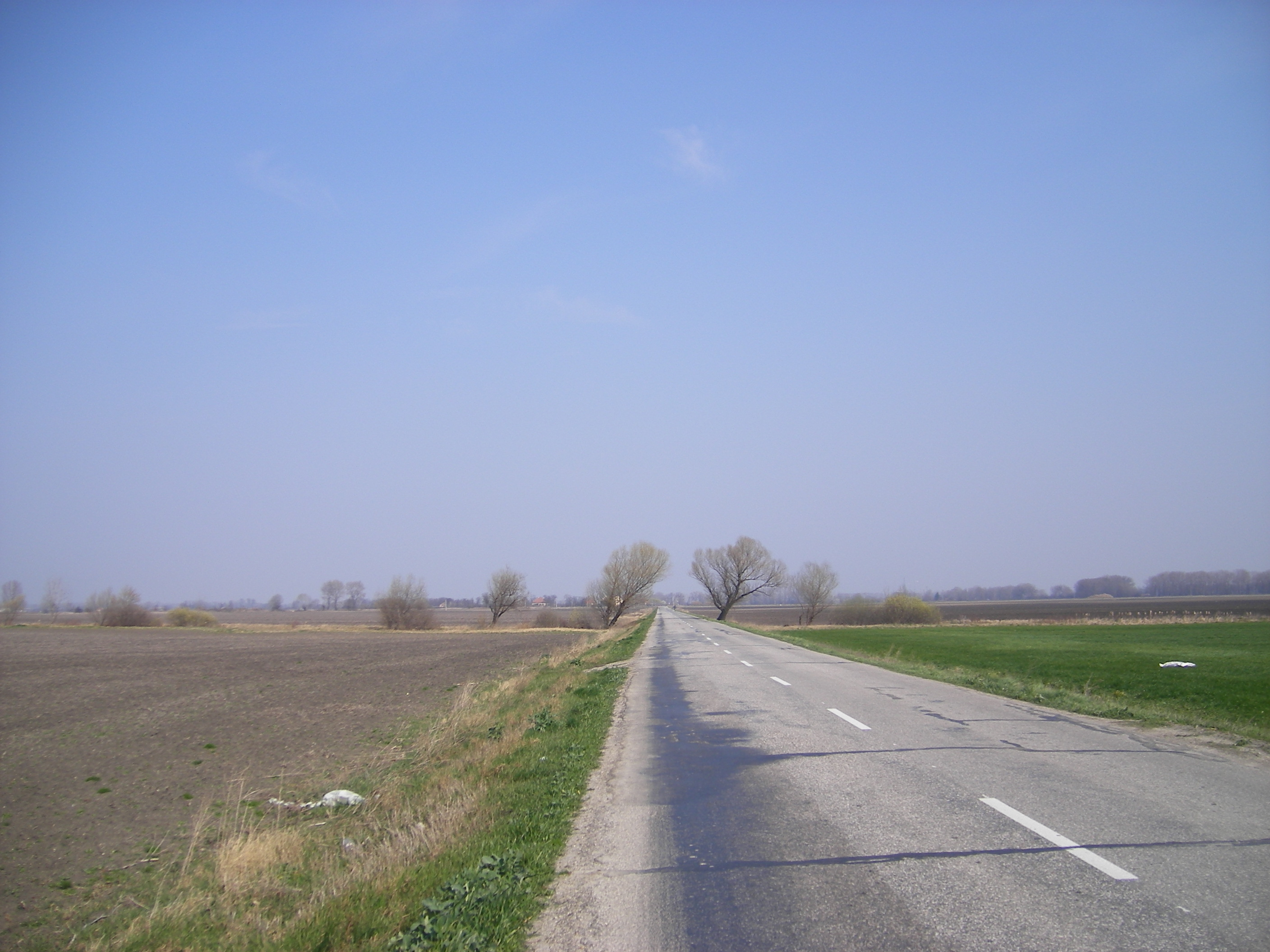
Nagyszeg és Gólyás között
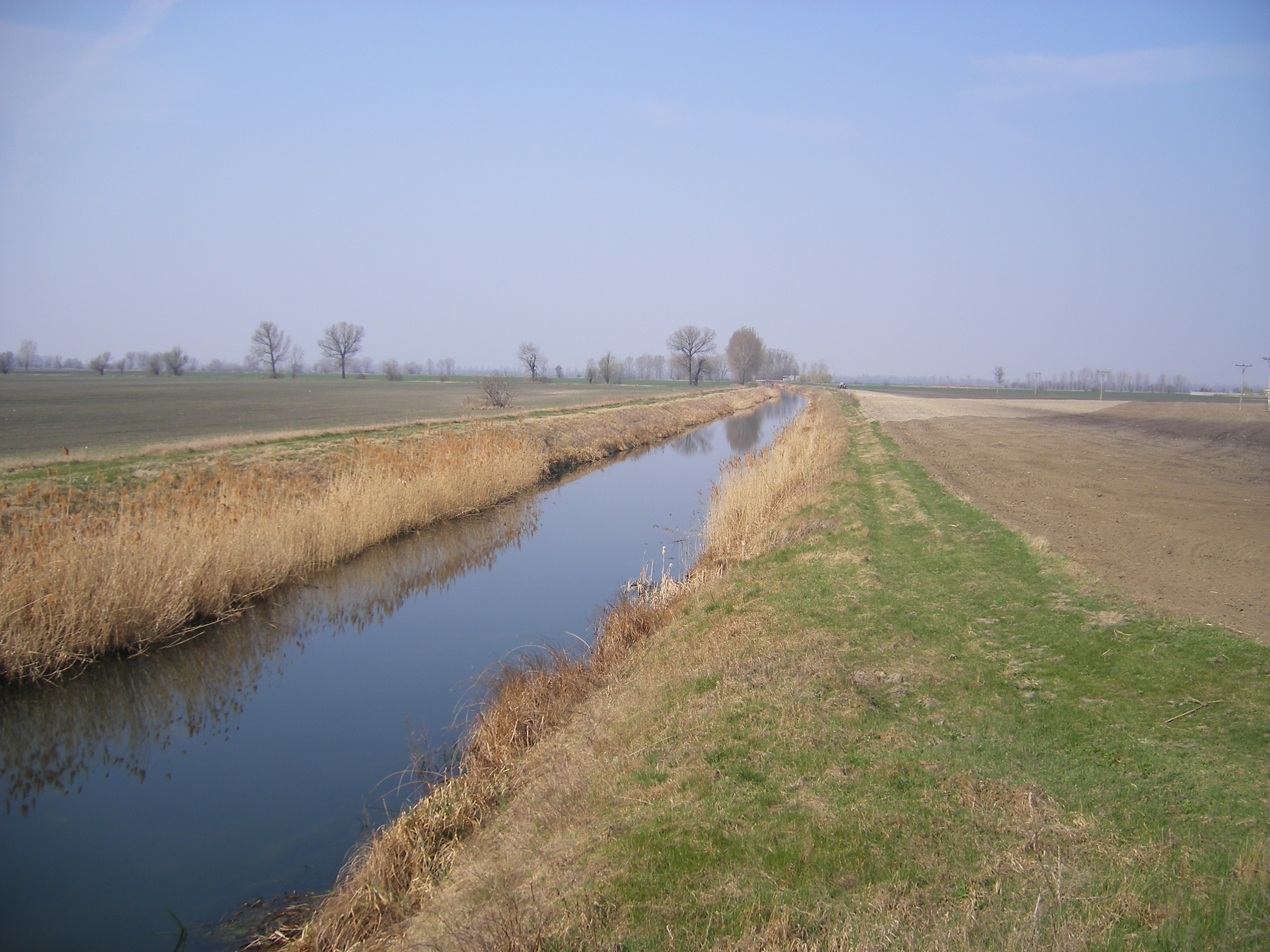
A Komáromi-főcsatorna Gólyásnál

## Testvértelepülés
- Levél, Győr-Moson-Sopron vármegye – 2007 óta[12]

## Lásd még
- Apácaszakállas